# Brunéi
Brunéi o Bruney (oficialmente Brunéi Darusalam o Estado de Brunéi, Morada de la Paz)es uno de los cincuenta y un países que componen el continente asiático. Su capital y ciudad más poblada es Bandar Seri Begawan.
Está ubicado en la zona centro de la subregión del Sudeste Asiático, en el norte de la isla de Borneo, limitando al norte con el mar de la China Meridional y, hacia los demás puntos cardinales, con Malasia. Tiene una extensión de 5765 km² y una población en 2023 de 452 524 habitantes, lo que supone una densidad de población de 78,49 hab/km². Su forma de gobierno es el sultanato, y está organizado en cuatro distritos y treinta y ocho subdistritos, que se encuentran separados en dos territorios no contiguos entre ellos.
La historia oficial del país afirma que los orígenes de Brunéi se remontan al siglo VII d. C., cuando su territorio era un estado llamado P'o-li, dependiente del imperio Srivijaya, con centro en la isla de Sumatra. Tiempo después pasó a ser un estado vasallo del Imperio mayapajit, con capital en la isla de Java. En el siglo XIV, Brunéi se convirtió en sultanato bajo el gobierno de un sultán recién convertido al islam, Muhammad Shah. En la cima de su poder, durante el reinado del sultán Bolkiah (r. 1485-1528), el Imperio bruneano tuvo el control del norte de la isla de Borneo y del archipiélago de Joló, al noreste de la isla, del reino de Seludong (actual Manila) y de las islas situadas frente a la costa noroeste de Borneo. Este Imperio marítimo recibió en 1521 la visita de la expedición de Fernando de Magallanes y Juan Sebastián Elcano y luchó contra el Imperio español en la denominada Guerra de Castilla (Perang Kastila), que se libró en 1578 y en la que el sultanato resultó derrotado. A pesar de ello, la ocupación española solo duró 72 días hasta que se retiraron.
En los siglos posteriores, el Imperio bruneano experimentó un lento declive. En el siglo XIX cedió Sarawak al británico James Brooke como pago a su ayuda en la supresión de una rebelión y el territorio de Sabah a la Compañía privilegiada británica del Norte de Borneo. En 1888, Brunéi pasó a ser un protectorado británico. Tras un período de ocupación japonesa en la Segunda Guerra Mundial, en 1959, se redactó una nueva constitución. Poco después, en 1962, estalló una revuelta contra la monarquía que fue sofocada con ayuda del Reino Unido.
Brunéi obtuvo la total independencia del país británico el 1 de enero de 1984. Desde la década de 1970, el sultanato ha experimentado un crecimiento económico espectacular que ha convertido a Brunéi en un país industrializado. Su riqueza actual proviene esencialmente de sus enormes yacimientos de petróleo y gas natural, por lo que el sultanato registra el segundo índice de desarrollo humano más alto de todo el sudeste asiático, tras Singapur. Según datos del Fondo Monetario Internacional, Brunéi es el quinto país del mundo en ingresos per cápita según la paridad de poder adquisitivo. La revista financiera Forbes afirma que es la quinta nación más rica de una lista de 182, gracias a sus yacimientos de petróleo y gas, y CNN asegura que es el país del mundo con menor deuda pública. Su población es de 443 593 habitantes (julio de 2017 est.) y tiene una superficie de 5765 km².

## Etimología
De acuerdo a la leyenda, Brunéi fue fundada por Awang Alak Betatar, quien se trasladó hasta Garang, en el distrito de Temburong, al estuario del río Brunéi descubriendo así el lugar y exclamando cuando lo vio Baru nah! (traducido de manera grosera como «¡Eso es!» o «¡Eso!»), del que deriva el nombre de Brunéi.
Fue renombrado como Barunai en el siglo XIV, posiblemente por la traducción de la palabra sánscrita varuṇ (वरुण), que significa 'océano' o en la mitología 'regente del océano'. La palabra Borneo tiene el mismo origen. En el nombre completo del país Negara Brunéi Darussalam, Darussalam (en árabe: دار السلام‎) significa «Casa de Paz», mientras Negara significa «Estado» en malayo.

## Historia
El jefe de Brunéi fue muy poderoso entre los siglos XIV y XVI. Su reino cubría toda la isla de Borneo y el sudoeste de las Filipinas. La influencia europea fue debilitando gradualmente este poder regional. La Guerra de Castilla se inicia el 14 de abril de 1578. Los españoles ocuparon la capital de Brunéi y a continuación conquistaron, el 16 de abril de 1578, Pengiran Seri Lela y Pengiran Seri Ratna, durando la ocupación de Brunéi 72 días. A causa de las enfermedades después de 72 días de ocupación, el ejército español abandonó Brunéi.
El ocaso del imperio bruneano culminó en el siglo XIX cuando Brunéi perdió la mayoría de su territorio en favor de los Rajás Blancos de Sarawak, resultando en su pequeña masa de tierra actual y la separación en dos partes. Brunéi fue un protectorado británico de 1888 a 1984.
En la Segunda Guerra Mundial Brunéi (entonces colonia británica) fue ocupada por el imperio japonés entre el 16 de diciembre de 1941 y el 15 de agosto de 1945, cuando fue reconquistada por tropas australianas.
Hubo una pequeña rebelión contra la monarquía durante los años 1960, que fue sofocada por el Reino Unido. Este acontecimiento se conoció como la Revuelta de Brunéi y fue parcialmente responsable del fracaso de crear la Federación de Borneo del Norte. La rebelión también afectó la decisión de Brunéi de no participar en la Federación malaya y fue la primera etapa de la confrontación indonesio-malaya.

### Historia temprana
El asentamiento conocido como Vijayapura era un estado vasallo del imperio budista Srivijaya y se cree que estaba situado en el noroeste de Borneo, que floreció en el siglo VII. Este Srivijaya alternativo, que se refiere a Brunéi, era conocido por las fuentes árabes como «Sribuza». El autor árabe Al Ya'akubi escribió en el año 800 que el reino de Musa (Muja, que es la antigua Brunéi) estaba en alianza con el reino de Mayd (o Ma-i o Madja-as en Filipinas), contra el Imperio chino al que hicieron la guerra. Tras la invasión de Srivijaya por los chola indios, Datu Puti lideró a algunos datus disidentes de Sumatra y Borneo en una rebelión contra el rajá Makatunao, que era un rajá local nombrado por los chola o descendiente del seri maharajá (en los registros chinos). 
Los disidentes y su séquito intentaron revivir Srivijaya en un nuevo país llamado Madja-as en las Visayas (un archipiélago insular que lleva el nombre de Srivijaya) en Filipinas. Después de que los 10 Datus establecieran muchas ciudades en Panay y el sur de Luzón, según el fraile agustino Rvdo. P. Santaren Santaren que registra en la época española esta historia legendaria prehispánica, que Datu Macatunao o Rajah Makatunao que era el «sultán de los moros», y pariente de Datu Puti que se apoderó de las propiedades y riquezas de los diez datus fue finalmente asesinado por los guerreros llamados Labaodungon y Paybare, después de enterarse de esta injusticia por su suegro Paiburong, navegaron a Odtojan en Borneo donde gobernaba Makatunaw. Los guerreros saquearon la ciudad, mataron a Makatunaw y a su familia, recuperaron las propiedades robadas de los 10 datus, esclavizaron a la población restante de Odtojan y navegaron de vuelta a Panay. 
Labaw Donggon y su esposa, Ojaytanayon, se establecieron más tarde en un lugar llamado Moroboro. Uno de los primeros registros chinos de un reino independiente en Borneo es la carta de 977 d. C. dirigida al emperador chino por el gobernante de Boni, que algunos estudiosos creen que se refiere a Borneo. En 1225, el oficial chino Zhao Rukuo informó de que Boni contaba con 100 barcos de guerra para proteger su comercio y que había grandes riquezas en el reino. Marco Polo sugirió en sus memorias que el Gran Khan o el gobernante del Imperio Mongol, intentó y fracasó muchas veces en invadir la «Gran Java», que era el nombre europeo del Borneo controlado por Brunéi. En la década de 1300, los anales chinos, Nanhai zhi, informaron de que Brunéi invadió o administró Sarawak y Sabah, así como los reinos filipinos de Butuan, Sulu, Ma-i (Mindoro), Malilu 麻裏蘆 (actual Manila), Shahuchong 沙胡重 (actual Siocon o Zamboanga), Yachen 啞陳 Oton (parte del Madja-as Kedatuan), y 文杜陵 Wenduling (actual Mindanao), que recuperarían su independencia más adelante.
En el siglo XIV, el manuscrito javanés Nagarakretagama, escrito por Prapanca en 1365, menciona Barune como estado constituyente del Majapahit hindú, que debía pagar un tributo anual de 40 katis de alcanfor. En 1369, Sulu, que también había formado parte de Majapahit, se rebeló con éxito y atacó Boni, invadió la costa noreste de Borneo y posteriormente saqueó la capital, despojándola de sus tesoros y oro y saqueando dos perlas sagradas. Una flota de Majapahit logró expulsar a los sulus, pero Boni quedó debilitada tras el ataque. Un informe chino de 1371 describía Boni como pobre y totalmente controlada por Majapahit. Cuando el almirante chino Zheng He visitó Brunéi a principios del siglo XV, fundó un importante puerto comercial en el que había chinos que comerciaban activamente con China.

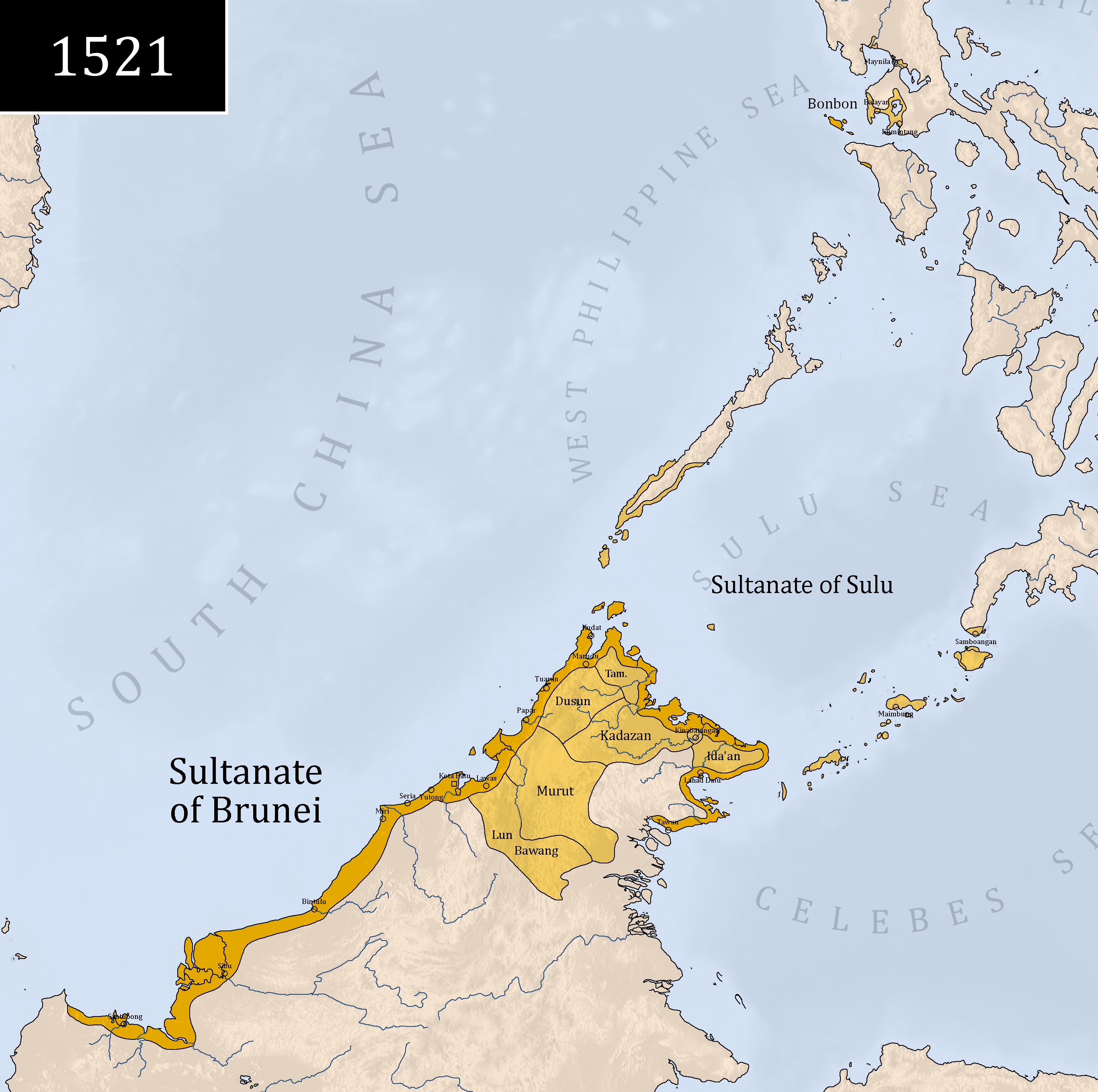
El Sultanato de Brunéi en 1521

En el siglo XV, Boni se separó de Majapahit y se convirtió al Islam. Así se transformó en el sultanato independiente de Brunéi. Brunéi se convirtió en un Estado hachemí cuando permitió que el emir árabe de La Meca, Sharif Ali, se convirtiera en su tercer sultán. Los eruditos afirman que el poder del sultanato de Brunéi estuvo en su apogeo entre los siglos XV y XVII, y que su poder se extendía desde el norte de Borneo hasta el sur de Filipinas (Sulu) e incluso en el norte de Filipinas (Manila), que Brunéi incorporó mediante adquisiciones territoriales logradas a través de matrimonios reales. Por razones políticas, los gobernantes históricos de Maynila mantuvieron estrechos vínculos cognaticios a través de matrimonios mixtos con las casas gobernantes del sultanato de Brunéi, pero no se considera que la influencia política de Brunéi sobre Maynila se extendiera al gobierno militar o político.
Los matrimonios mixtos eran una estrategia habitual de los grandes estados talasocráticos (estados marítimos), como Brunéi, para extender su influencia, y de los gobernantes locales, como los de Maynila, para ayudar a reforzar sus pretensiones familiares a la nobleza. El sultán Bolkiah había extendido el poder de Brunéi a su máxima extensión cuando conquistó Manila y Sulu, e incluso intentó conquistar las islas Visayas, pero fracasó, a pesar de que el propio sultán Bolkiah era medio visayano por descender de una madre visayana y era famoso como el sultán Ragam «El Capitán Cantor», su potente voz musical era un rasgo que heredó de su linaje visayo, ya que los visayos estaban culturalmente obsesionados con el canto, y los mejores cantantes visayos solían ser también miembros de sus castas guerreras.
Sin embargo, el poder islámico de Brunéi no era incontestable en Borneo, ya que tenía un rival hindú en un estado fundado por indios llamado Kutai en el sur, al que dominaron pero no destruyeron. El dominio de Brunéi en Filipinas también fue desafiado por dos reinos indianizados, los Rajahanatos de Cebú y Butuan, que casualmente también estaban aliados con Kutai y también estaban en guerra con las dependencias de Brunéi; Sulu y Manila, así como su aliado mutuo, el Sultanato de Maguindanao. Los kedatuos de Madja-as y Dapitan también se mostraron beligerantes contra Brunéi por ser blanco de constantes ataques musulmanes organizados desde Maguindanao y Ternate, un estado de habla papú en las cercanías de Oceanía que se enriqueció monopolizando la producción de especias. Sin embargo, en el siglo XVI, el Islam estaba firmemente arraigado en Brunéi, y el país había construido una de sus mayores mezquitas. En 1578, Alonso Beltrán, un viajero español, la describió como de cinco pisos de altura y construida sobre el agua.

### Guerra con España
Brunéi adquirió importancia en el Sudeste Asiático cuando los portugueses ocuparon Malaca y obligaron a los refugiados musulmanes, ricos y poderosos pero desplazados, a trasladarse a sultanatos cercanos como Aceh y Brunéi. A continuación, el sultán de Brunéi intervino en un conflicto territorial entre la hindú Tondo y la musulmana Manila, en Filipinas, nombrando al rajá Ache de Manila, descendiente de bruneses, almirante de la armada de Brunéi en una rivalidad contra Tondo y como defensor de los intereses bruneses en Filipinas. 

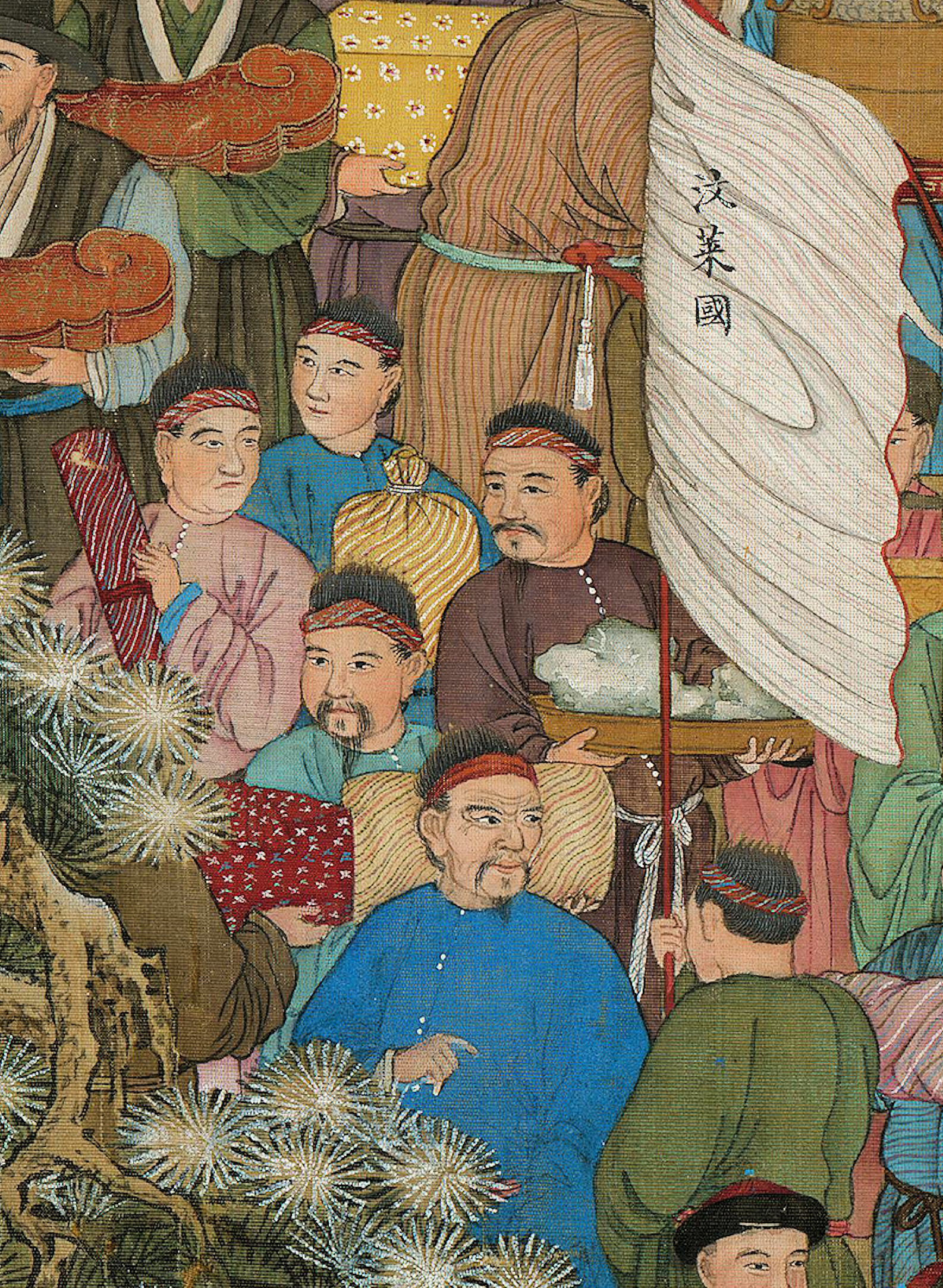
Delegados del Gobierno de Brunéi ante el Gobierno de China en 1761

Posteriormente se enfrentó a la expedición de Magallanes, en la que Antonio Pigafetta señaló que, bajo las órdenes de su abuelo el sultán de Brunéi, Aceh había saqueado anteriormente la ciudad budista de Loue, en el suroeste de Borneo, por ser fiel a la antigua religión y rebelarse contra la autoridad del sultanato. Sin embargo, la influencia europea fue acabando con el poder regional de Brunéi, que entró en un periodo de decadencia agravado por las luchas internas por la sucesión real. Ante estas invasiones de potencias cristianas europeas, el califato otomano ayudó a los asediados sultanatos del sudeste asiático convirtiendo Aceh en un protectorado y enviando expediciones para reforzar, entrenar y equipar a los muyahidines locales.
Los turcos emigraban rutinariamente a Brunéi, como demuestran las quejas del manileño Oidor Melchor Dávalos, quien en su informe de 1585 dice que todos los años llegaban turcos a Sumatra, Borneo y Ternate, entre ellos veteranos derrotados de la batalla de Lepanto. La presencia de turcos ayudando a Brunéi contra la España de los Habsburgo, hace que la posterior guerra de Castilla forme parte de las guerras otomano-absurguesas.
España declaró la guerra en 1578, planeando atacar y capturar Kota Batu, la capital de Brunéi en aquel momento. Esto se basó en parte en la ayuda de dos nobles de Brunéi, Pengiran Seri Lela y Pengiran Seri Ratna. El primero había viajado a Manila, entonces centro del imperio español en Asia. La propia Manila fue capturada a Brunei, cristianizada y convertida en territorio del Virreinato de Nueva España, que tenía su centro en Ciudad de México. Pengiran Seri Lela vino a ofrecer Brunei como tributario a España en busca de ayuda para recuperar el trono usurpado por su hermano, Saiful Rijal. Los españoles acordaron que, si lograban conquistar Brunéi, Pengiran Seri Lela sería nombrado sultán, mientras que Pengiran Seri Ratna sería el nuevo Bendahara.
En marzo de 1578, una nueva flota española había llegado de México y se estableció en Filipinas, estaban dirigidos por De Sande, actuando como capitán general, organizó una expedición desde Manila hacia Brunéi. La expedición constaba de 400 españoles y mexicanos, 1500 nativos filipinos y 300 borneanos. La campaña fue una de tantas, que también incluyó acciones en Mindanao y Sulu. La composición racial del bando cristiano era diversa, ya que normalmente estaba formado por mestizos, mulatos y indígenas americanos (aztecas, mayas e incas) que fueron reunidos y enviados desde México y estaban dirigidos por oficiales españoles que habían trabajado junto con nativos filipinos en campañas militares por el sudeste asiático. El bando musulmán, sin embargo, también era igualmente diverso desde el punto de vista racial. Además de los guerreros nativos malayos, los otomanos habían enviado en repetidas ocasiones expediciones militares a la cercana Aceh. Las expediciones estaban compuestas principalmente por turcos, egipcios, suajilis, somalíes, sindhis, gujaratis y malabares. Estas fuerzas expedicionarias también se habían extendido a otros sultanatos cercanos como Brunéi y habían enseñado nuevas tácticas de combate y técnicas sobre cómo forjar cañones.

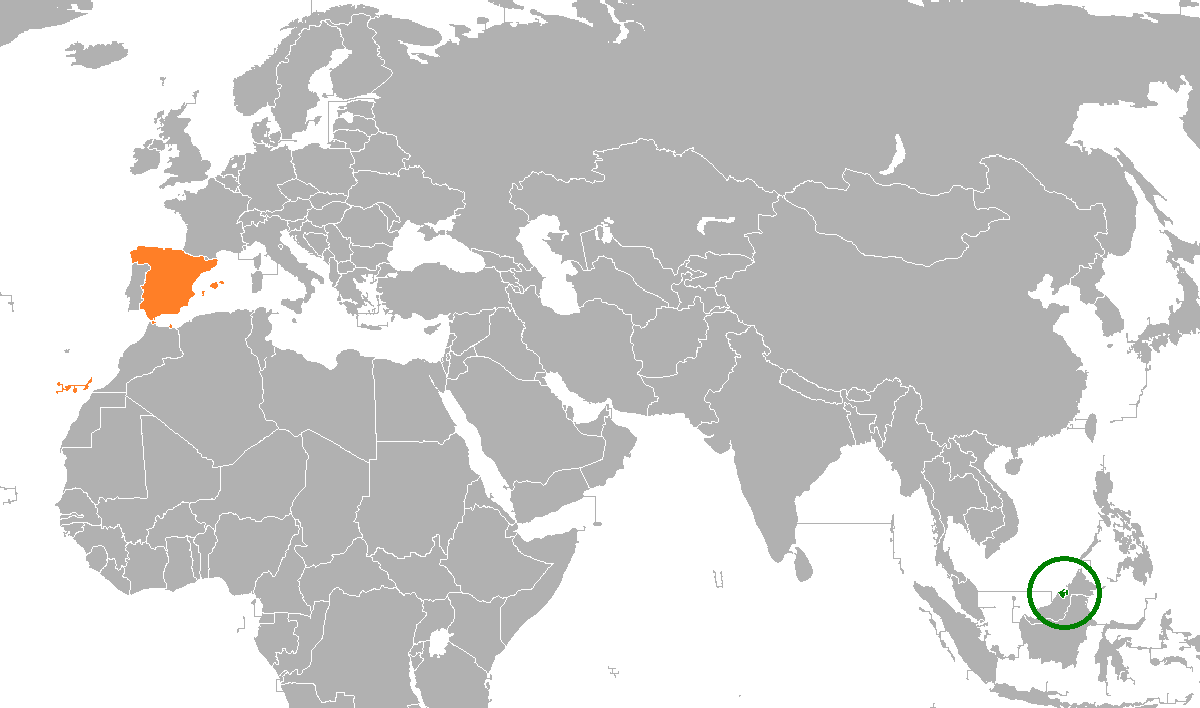
Mapa de localización de las actuales España y Brunéi

Finalmente, los españoles invadieron la capital el 16 de abril de 1578, con la ayuda de Pengiran Seri Lela y Pengiran Seri Ratna, quemando pueblos y atacando poblaciones. El sultán Saiful Rijal y el sultán Paduka Seri Begawan Abdul Kahar se vieron obligados a huir a Meragang y luego a Jerudong. En Jerudong, hicieron planes para ahuyentar al ejército conquistador de Brunéi. Tras sufrir un gran número de bajas debido a un brote de cólera o disentería, los españoles decidieron abandonar Brunéi y regresaron a Manila el 26 de junio de 1578, después de 72 días. Antes de hacerlo, quemaron la mezquita, una estructura alta con un tejado de cinco pisos.
Pengiran Seri Lela murió en agosto o septiembre de 1578, probablemente de la misma enfermedad que sufrían sus aliados españoles. Se sospechaba que el sultán legitimista podría haber sido envenenado por el sultán gobernante. La hija de Seri Lela, una princesa de Brunéi, «Putri», se había marchado con los españoles, abandonó su pretensión a la corona y luego se casó con un tagalo cristiano, llamado Agustín de Legazpi de Tondo. Agustín de Legazpi, junto con su familia y asociados, se vio pronto implicado en la Conspiración de los Maharlikas, un intento de los filipinos de unirse al sultanato de Brunéi y al shogunato japonés para expulsar a los españoles de Filipinas. Sin embargo, tras la represión española de la conspiración, la aristocracia descendiente de Brunei de la Manila precolonial se exilió a Guerrero, que en el siglo XIX se convirtió en el centro de la guerra de independencia mexicana de España.

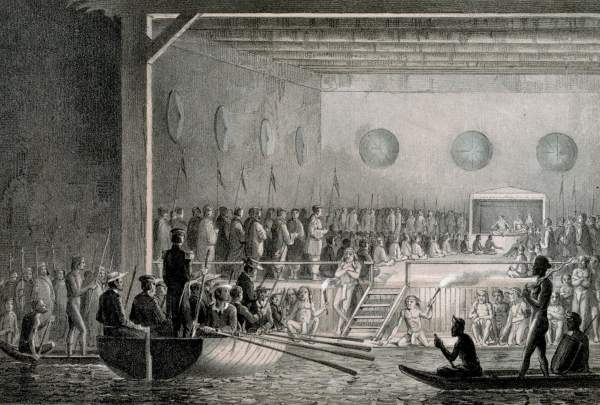
Firma del Tratado de Labuan en 1846. La armada británica alineó buques de guerra cerca del palacio del sultán de Brunéi con cañones listos para disparar si este se negaba a firmar el tratado

Los relatos locales de Brunéi sobre la Guerra de Castilla difieren en gran medida de la visión generalmente aceptada de los acontecimientos. La llamada Guerra de Castilla se consideró un episodio heroico, en el que los españoles fueron expulsados por Bendahara Sakam, supuestamente un hermano del sultán gobernante, y mil guerreros nativos. La mayoría de los historiadores consideran que se trata de un relato de héroes populares, que probablemente se desarrolló décadas o siglos después.
Brunéi acabó cayendo en la anarquía. El país sufrió una guerra civil entre 1660 y 1673.

### Protectorado Británico
Los británicos han intervenido en los asuntos de Brunéi en varias ocasiones. El Reino Unido atacó Brunéi en julio de 1846 debido a conflictos internos sobre quién era el sultán legítimo.
En la década de 1880, continuó el declive del Imperio de Brunéi. El sultán concedió tierras (la actual Sarawak) a James Brooke, que le había ayudado a sofocar una rebelión, y le permitió establecer el Raj de Sarawak. Con el tiempo, Brooke y sus sobrinos (que le sucedieron) arrendaron o anexionaron más tierras. Brunéi perdió gran parte de su territorio a manos de él y su dinastía, conocidos como los Rajás Blancos.

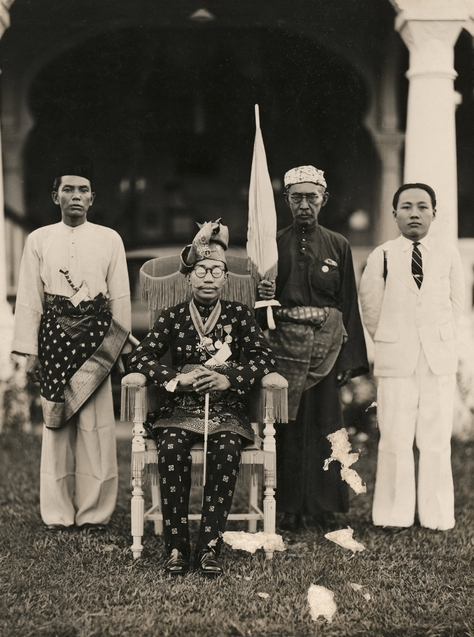
Ahmad Tajuddin, 27º sultán de Brunei en abril de 1941, ocho meses antes de que los japoneses arrebataran Brunéi al Reino Unido

El sultán Hashim Jalilul Alam Aqamaddin apeló a los británicos para que detuvieran la invasión de los Brookes. El «Tratado de Protección» fue negociado por Sir Hugh Low y entró en vigor el 17 de septiembre de 1888. El tratado estipulaba que el sultán «no podía ceder ni arrendar ningún territorio a potencias extranjeras sin el consentimiento británico»; proporcionaba a Gran Bretaña un control efectivo sobre los asuntos exteriores de Brunéi, convirtiéndolo en un Estado protegido británico (que continuó hasta 1984). Sin embargo, cuando el Raj de Sarawak se anexionó el distrito de Pandaruan de Brunéi en 1890, los británicos no tomaron ninguna medida para impedirlo. No consideraban ni a Brunéi ni al Raj de Sarawak como «extranjeros» (según el Tratado de Protección). Esta anexión final por parte de Sarawak dejó a Brunéi con su pequeña masa de tierra actual y su separación en dos partes.
Los residentes británicos fueron introducidos en Brunéi en virtud del Acuerdo de Protectorado Suplementario de 1906. Los residentes debían asesorar al sultán en todos los asuntos de administración. Con el tiempo, el residente asumió más control ejecutivo que el sultán. El sistema residencial finalizó en 1959.
El petróleo se descubrió en 1929, tras varios intentos infructuosos. Dos hombres, F. F. Marriot y T. G. Cochrane, olieron petróleo cerca del río Seria a finales de 1926. Informaron a un geofísico, que realizó una prospección en el lugar. En 1927, se informó de la existencia de filtraciones de gas en la zona. El pozo Seria número 1 (S-1) se perforó el 12 de julio de 1928. El 5 de abril de 1929 se extrajo petróleo a 297 metros. El pozo Seria número 2 se perforó el 19 de agosto de 1929 y, desde 2009, sigue produciendo petróleo. La producción de petróleo aumentó considerablemente en la década de 1930 con el desarrollo de más yacimientos. En 1940, la producción de petróleo superaba los seis millones de barriles. La British Malayan Petroleum Company (ahora Brunéi Shell Petroleum Company) se constituyó el 22 de julio de 1922. El primer pozo en alta mar se perforó en 1957. El petróleo y el gas natural han sido la base del desarrollo y la riqueza de Brunéi desde finales del siglo XX.

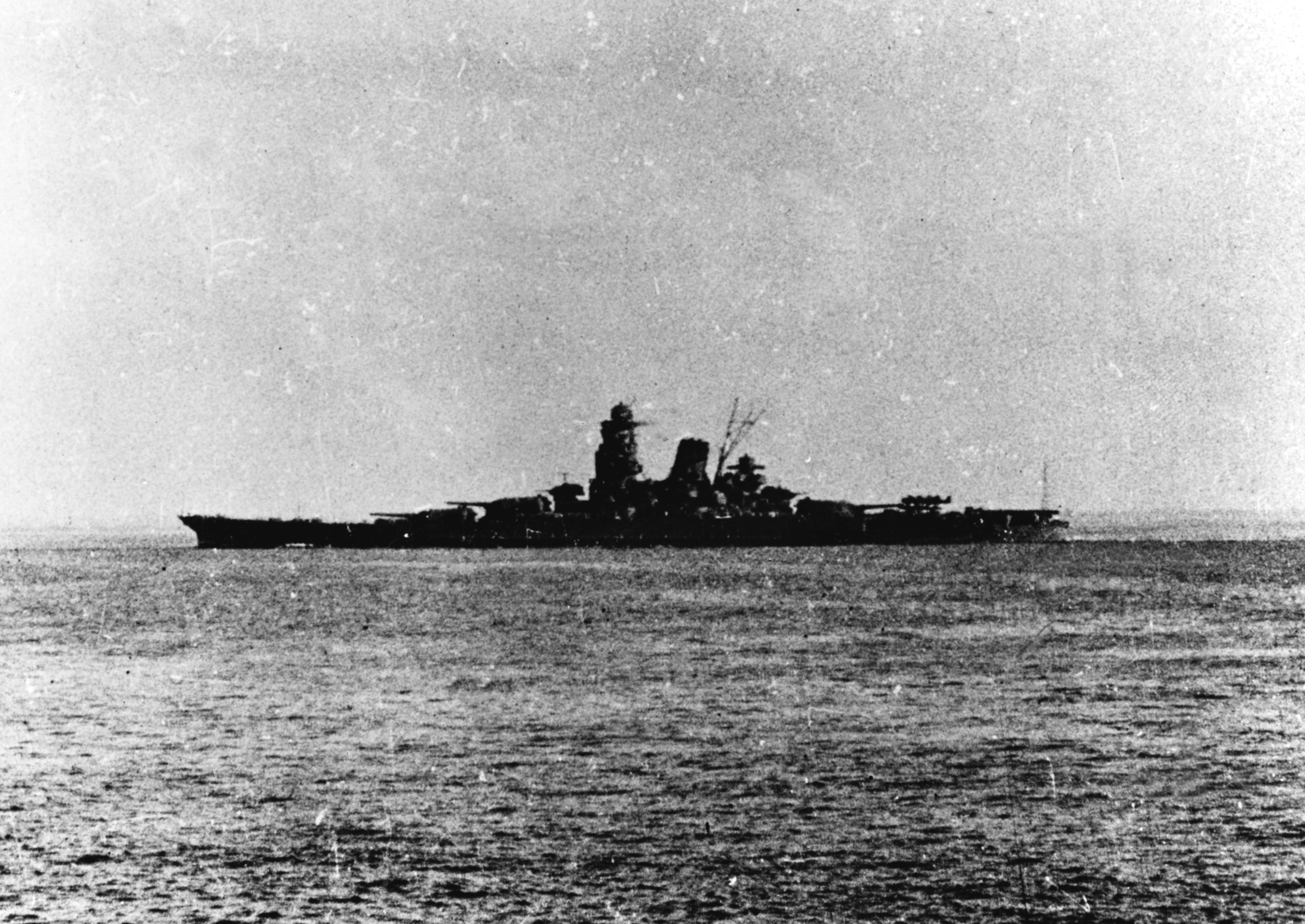
El acorazado japonés Musashi (武蔵) saliendo de Brunéi, Borneo, en 1944

### Ocupación Japonesa
Los japoneses invadieron Brunéi el 16 de diciembre de 1941, ocho días después de su ataque a Pearl Harbor y a la marina estadounidense. Desembarcaron 10 000 soldados del Destacamento Kawaguchi desde la bahía de Cam Ranh en Kuala Belait. Tras seis días de combates, ocuparon todo el país. Las únicas tropas aliadas en la zona eran el 2.º Batallón del 15.º Regimiento Punjab con base en Kuching, Sarawak.
Una vez que los japoneses ocuparon Brunéi, llegaron a un acuerdo con el sultán Ahmad Tajuddin para gobernar el país. Inche Ibrahim (conocido posteriormente como Pehin Datu Perdana Menteri Dato Laila Utama Awang Haji Ibrahim), antiguo secretario del residente británico, Ernest Edgar Pengilly, fue nombrado jefe administrativo bajo las órdenes del gobernador japonés. Los japoneses habían propuesto que Pengilly mantuviera su puesto bajo su administración, pero éste lo rechazó. Tanto él como otros ciudadanos británicos que aún permanecían en Brunéi fueron internados por los japoneses en el campo de Batu Lintang, en Sarawak. Mientras los funcionarios británicos estaban bajo guardia japonesa, Ibrahim se encargó de estrechar personalmente la mano de cada uno y desearle lo mejor.

El sultán conservó su trono y recibió una pensión y honores de los japoneses. Durante la última parte de la ocupación, residió en Tantuya, Limbang, y tuvo poca relación con los japoneses. La mayoría de los funcionarios del gobierno malayo fueron retenidos por los japoneses. La administración de Brunéi se reorganizó en cinco prefecturas, que incluían Borneo del Norte británico. Las prefecturas incluían Baram, Labuan, Lawas y Limbang. Ibrahim ocultó a los japoneses numerosos documentos importantes del gobierno durante la ocupación. Pengiran Yusuf (más tarde YAM Pengiran Setia Negara Pengiran Haji Mohd Yusuf), junto con otros ciudadanos de Brunéi, fue enviado a Japón para recibir entrenamiento. Aunque se encontraba en la zona el día del bombardeo atómico de Hiroshima, Yusuf sobrevivió.

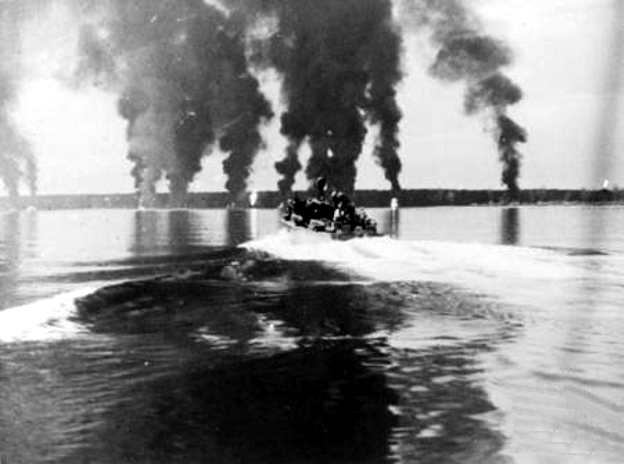
Segunda Guerra Mundial en el Pacífico. Cuando los japoneses se fueron de Brunéi en 1945 tras 4 años de ocupación incendiaron los pozos de petróleo de Brunéi.

Los británicos habían previsto un ataque japonés, pero carecían de recursos suficientes para defender la zona debido a su compromiso en la guerra en Europa. Las tropas del Regimiento del Punjab rellenaron de hormigón los pozos del yacimiento petrolífero de Seria en septiembre de 1941 para impedir su uso por los japoneses. El resto del equipo y las instalaciones fueron destruidos cuando los japoneses invadieron el área. Al final de la guerra se habían reiniciado 16 pozos en Miri y Seria, con una producción que alcanzaba aproximadamente la mitad del nivel anterior a la guerra. También se reanudó la producción de carbón en Muara, pero con poco éxito.
Durante la ocupación, los japoneses enseñaron su idioma en las escuelas y se exigió a los funcionarios del gobierno que aprendieran japonés. La moneda local fue sustituida por lo que se conocería como duit pisang (dinero bananero). A partir de 1943, la hiperinflación destruyó el valor de la moneda y, al final de la guerra, ésta carecía de valor. Los ataques aliados a la navegación acabaron por interrumpir el comercio. Escaseaban los alimentos y las medicinas, y la población sufría hambrunas y enfermedades variadas.
La pista del aeropuerto fue construida por los japoneses durante la ocupación, y en 1943 unidades navales japonesas tenían su base en la bahía de Brunéi y Labuan. La base naval fue destruida por los bombardeos aliados, pero la pista del aeropuerto sobrevivió. Las instalaciones se convirtieron en un aeropuerto público. En 1944, los Aliados iniciaron una campaña de bombardeos contra los ocupantes japoneses, que destruyeron gran parte de la ciudad y Kuala Belait, pero no Kampong Ayer.
El 10 de junio de 1945, la 9.ª División australiana desembarcó en Muara en el marco de la Operación Oboe Six para reconquistar Borneo a los japoneses. Contaron con el apoyo de unidades aéreas y navales estadounidenses. La ciudad de Brunéi fue ampliamente bombardeada y reconquistada tras tres días de duros combates. Muchos edificios fueron destruidos, incluida la mezquita. Las fuerzas japonesas en Brunéi, Borneo y Sarawak, bajo el mando del teniente general Masao Baba, se rindieron formalmente en Labuan el 10 de septiembre de 1945. La Administración Militar Británica tomó el relevo de los japoneses y permaneció hasta julio de 1946.

### Después de la Segunda Guerra Mundial

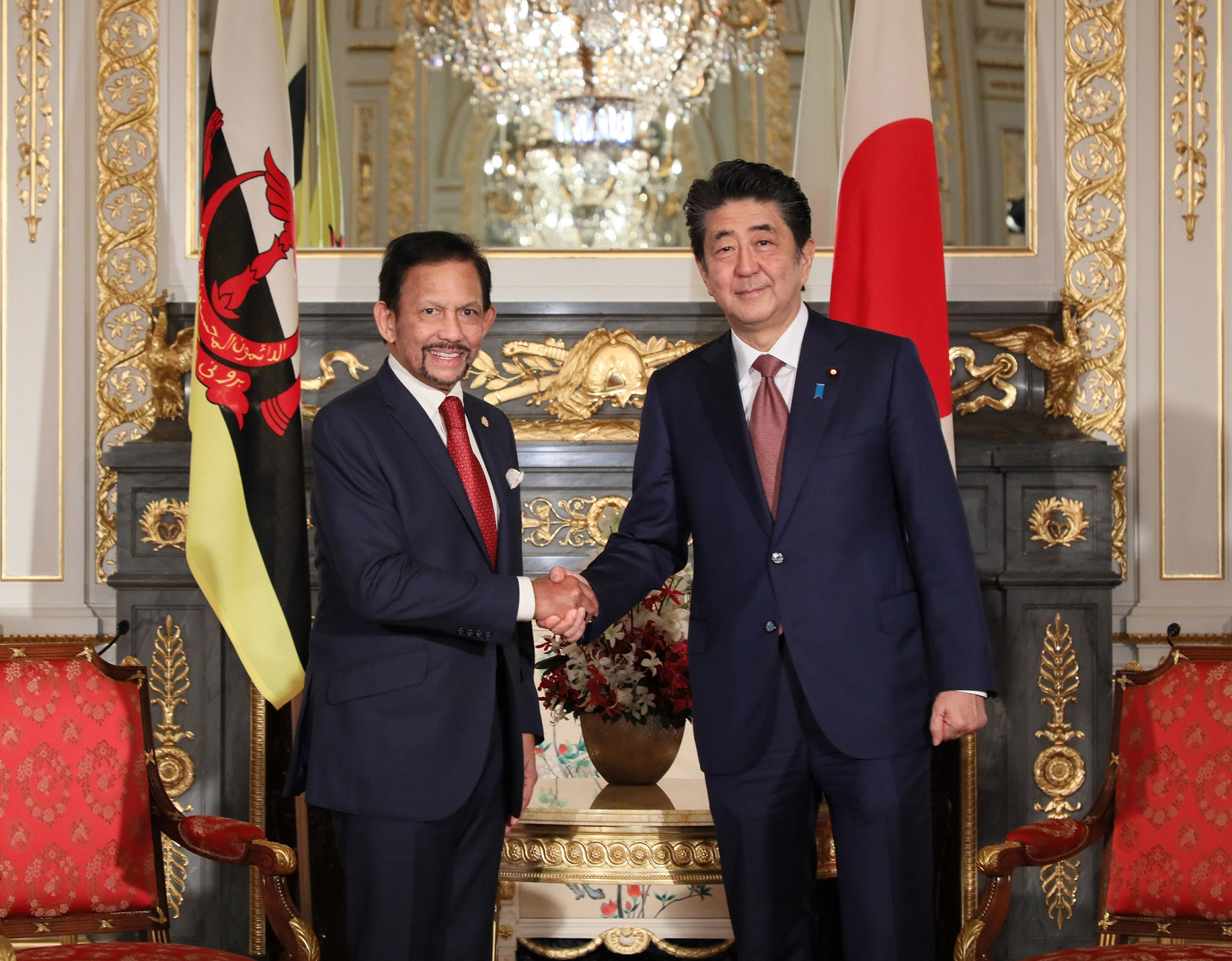
El Primer Ministro Shinzo Abe con el Sultán de Brunéi, Hassanal Bolkiah, en el Palacio de Akasaka durante la entronización del Emperador Naruhito en Japón, 2019

Tras la Segunda Guerra Mundial, se formó un nuevo gobierno en Brunéi bajo la Administración Militar Británica (BMA). La administración de Brunéi pasó a manos de la Administración Civil el 6 de julio de 1945. Ese año también se reactivó el Consejo de Estado de Brunéi La BMA se encargó de reactivar la economía de Brunéi, muy dañada por los japoneses durante su ocupación. También tuvo que apagar los incendios de los pozos de Seria, que habían sido provocados por los japoneses antes de su derrota.
Antes de 1941, el gobernador de los Asentamientos del Estrecho, con sede en Singapur, era responsable de las funciones de Alto Comisionado británico para Brunéi, Sarawak y Borneo del Norte (actual Sabah). El primer Alto Comisionado británico para Brunéi fue el gobernador de Sarawak, Sir Charles Ardon Clarke.El Barisan Pemuda («Movimiento Juvenil»; abreviado como BARIP) fue el primer partido político que se formó en Brunéi, el 12 de abril de 1946.El partido pretendía «preservar la soberanía del Sultán y del país, y defender los derechos de los malayos» BARIP también contribuyó a la composición del himno nacional del país.El partido se disolvió en 1948 por inactividad. En 1959 se redactó una nueva constitución que declaraba a Brunéi Estado autónomo, mientras que sus asuntos exteriores, seguridad y defensa seguían siendo responsabilidad del Reino Unido. En 1962 estalló una pequeña rebelión contra la monarquía, que fue sofocada con ayuda del Reino Unido. Conocida como la Revuelta de Brunéi, la rebelión contribuyó a la decisión del sultán de no unirse al Estado emergente ahora llamado Malasia bajo el paraguas de la Federación de Borneo del Norte.
Brunéi se independizó del Reino Unido el 1 de enero de 1984. El Día Nacional oficial, que celebra la independencia del país, se celebra por tradición el 23 de febrero.

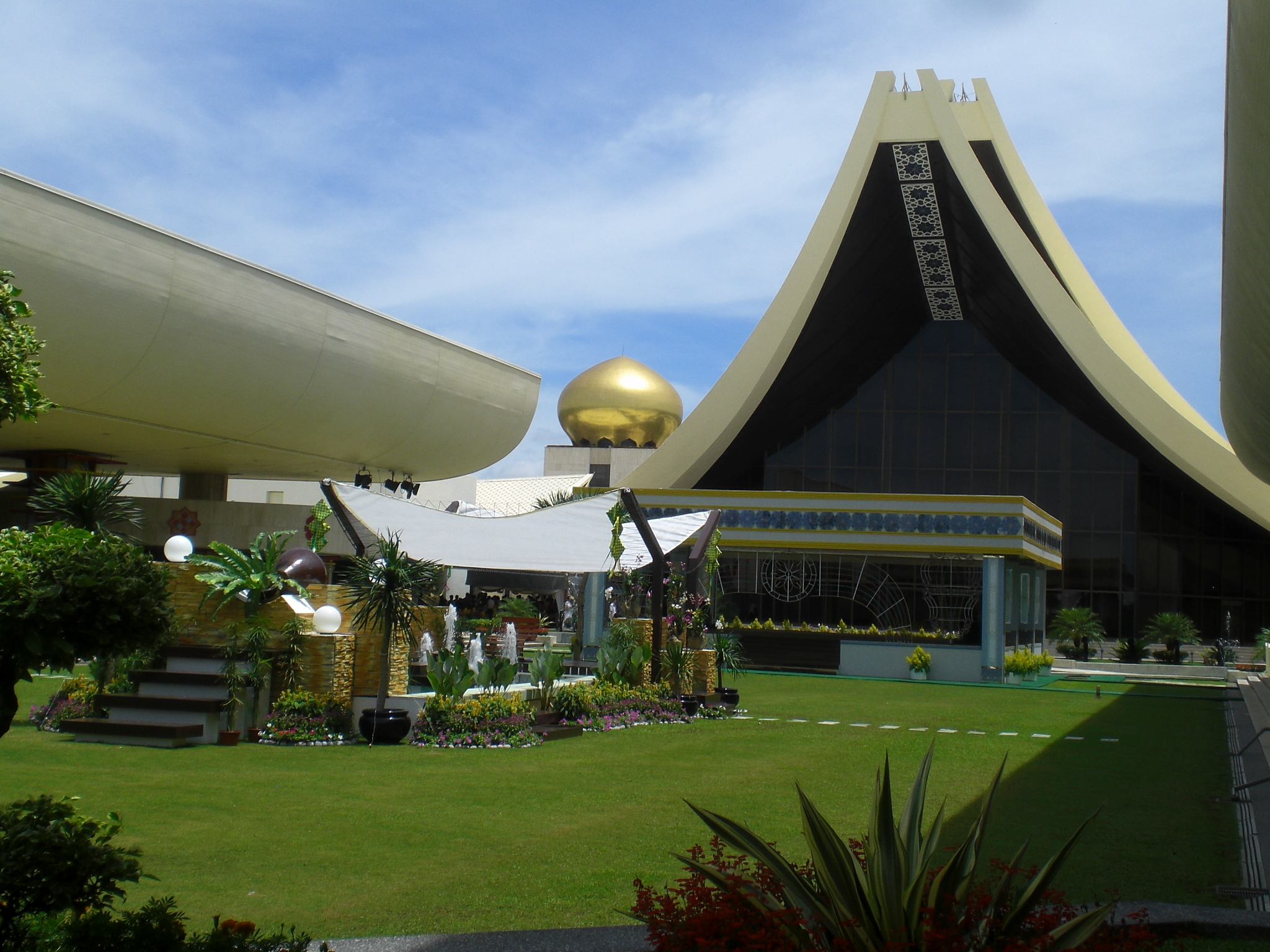
Istana Nurul Iman la residencia y Palacio oficial del Sultán

## Gobierno y política
El sultán de Brunéi, que ha sido de la misma dinastía desde el siglo XIV, es la cabeza del Estado y del gobierno. El sultán Hassanal Bolkiak está asistido por un Consejo privado, un Consejo de Ministros y un Consejo legislativo de veinte miembros.
En la actualidad, el monarca cuenta con una fortuna que alcanza los 20 000 millones de dólares, una de las riquezas personales más grandes del mundo. Entre las excentricidades de que se informa se incluye un palacio de más de 1500 habitaciones y una colección de más de cinco mil vehículos de lujo (entre ellos 165 Rolls-Royce).

### Consejo Legislativo

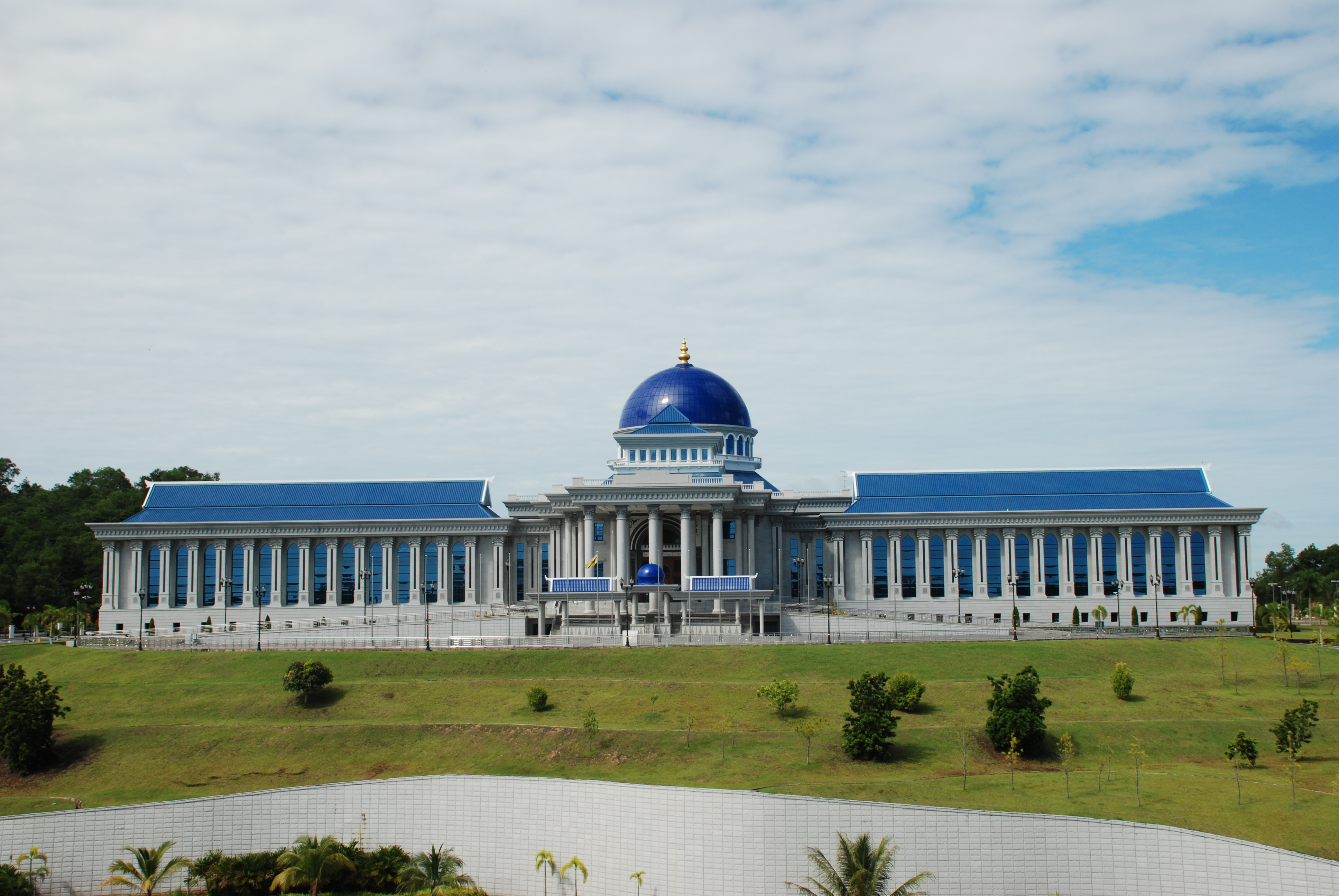
Sede del Consejo Legislativo de Brunéi

El consejo se creó en 1959 en virtud del artículo 23 de la Constitución de Brunéi de 1959. La constitución de 1959 incluía cinco órganos consultivos, entre ellos un Consejo Legislativo, y otorgaba al sultán plena autoridad ejecutiva. Cuando el izquierdista Partido Popular de Brunéi (BPP), que aspiraba a derrocar a la monarquía, obtuvo los 10 escaños electos del consejo en 1962, el sultán Omar Ali Saifuddien III invalidó los resultados. Su primera sesión se celebró en Lapau el 21 de octubre de 1959.

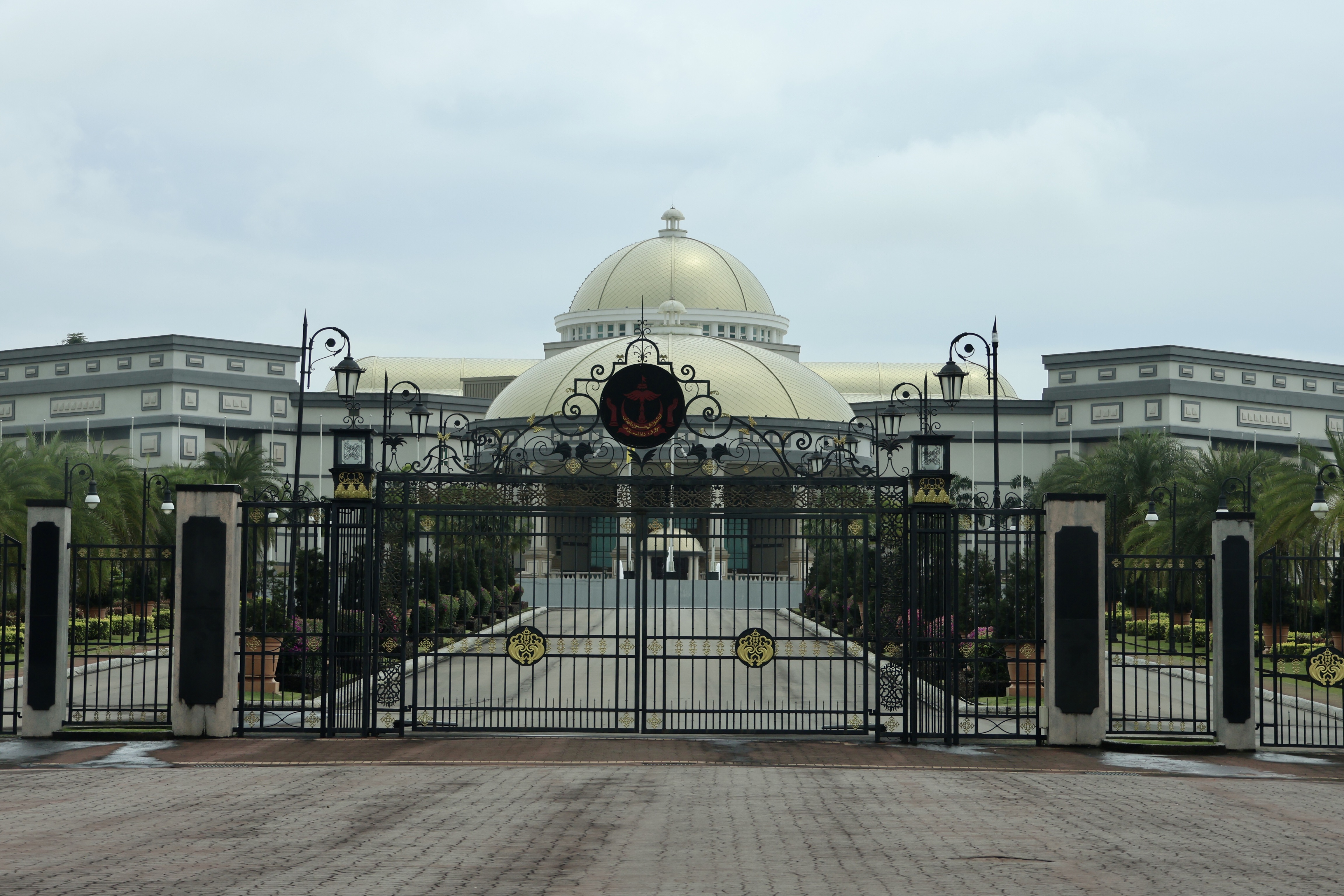
Oficina del primer ministro de Brunéi

Tras las primeras elecciones nacionales, celebradas los días 30 y 31 de agosto de 1962, la primera reunión del Consejo Legislativo tuvo lugar el 10 de octubre de 1962. En 1962 se suspendieron parte de las normas constitucionales que regían las elecciones generales, y los escaños de los miembros se cubrieron por designación real a partir del 28 de agosto de 1963. El Consejo elegido en 1970 fue disuelto el 15 de diciembre de 1977 con la aprobación del Sultán de Brunéi, de acuerdo con el capítulo 55 de la Constitución de 1959. El Sultán aceptó reformar y reelegir a varios miembros del consejo anterior. El nuevo consejo se volvió a convocar oficialmente el 22 de diciembre de 1977. El sultán Hassanal Bolkiah disolvió el consejo al día siguiente. La reunión inaugural del consejo tuvo lugar el 27 de diciembre de 1983 y se disolvió el 13 de febrero de 1984, con lo que los poderes legislativos pasaron a recaer plenamente en el Sultán.

Tras un paréntesis de 21 años, el Sultán volvió a convocarlo el 25 de septiembre de 2004, con la propuesta de modificación de la Constitución de 1959 como primer punto del orden del día. El Consejo aprobó una propuesta constitucional que habría aumentado su tamaño a 45 escaños, 15 de los cuales serían elegidos. El Sultán disolvió el Consejo el 1 de septiembre de 2005 y, al día siguiente, lo restableció basándose en la versión modificada de la Constitución de Brunéi. Cinco miembros del nuevo Consejo Legislativo, elegidos indirectamente para representar a los consejos de las aldeas, fueron nombrados por el Sultán en septiembre de 2005. En 2006 y 2007, los planes para una legislatura de 45 miembros con 15 escaños sometidos a votación pública seguían sobre la mesa, pero las elecciones aún no estaban programadas para finales de año. Toda la autoridad del Estado sigue en manos de la familia del sultán y los sucesores elegidos, y la Ley de Seguridad Interna (LSI) mantiene prácticamente intacta la autoridad personal del sultán.

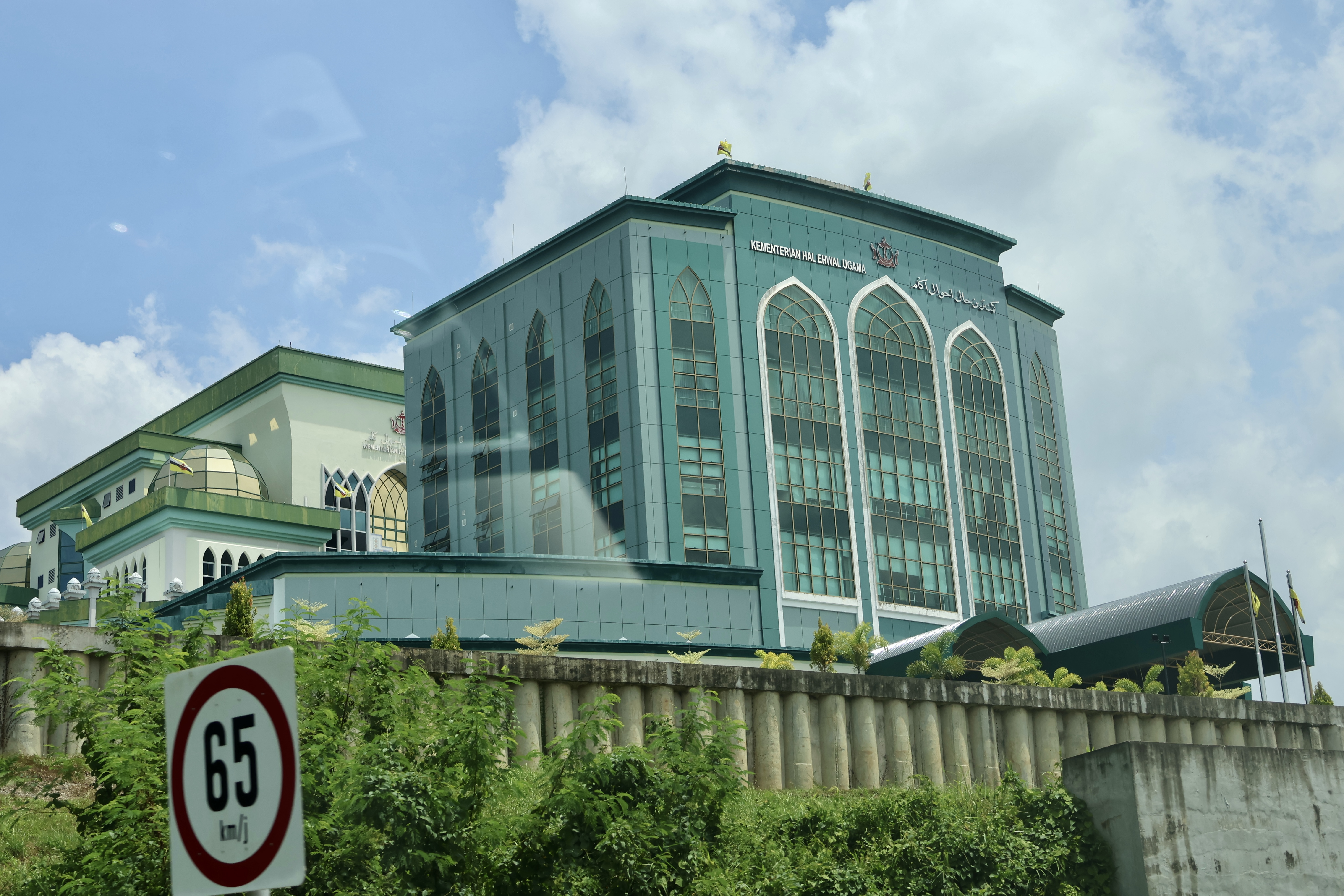
Sede del Ministerio de Asuntos Religiosos de Brunéi

El Consejo Legislativo se reunió en 2006 y 2007 para examinar el gasto público, lo que sugiere que en los últimos años ha adoptado la revisión del presupuesto como una obligación regular. Los planes para elegir a los miembros del Consejo, el ingreso de Brunéi en 2006 en el Banco Asiático de Desarrollo y las iniciativas del gobierno para promover el sector privado y luchar contra la corrupción y el islamismo radical se consideran preparativos para el agotamiento previsto de las reservas de petróleo y gas de la nación, que actualmente suponen el 90 % de los ingresos del Estado. Este modesto aumento de la actividad del Consejo y la mayor atención prestada al gasto público forman parte de estos preparativos. Con ese dinero, el gobierno ha podido durante mucho tiempo eludir las peticiones de reforma política manteniendo a la mayoría de la población en el trabajo, colmándola de prestaciones y eximiéndola del pago del impuesto sobre la renta.
Un miembro del Consejo pidió información al segundo ministro de Finanzas de la nación durante una reunión en marzo de 2007 sobre organizaciones de inversión del gobierno como el Fondo Fiduciario de los Trabajadores y la Agencia de Inversiones de Brunéi (BIA).

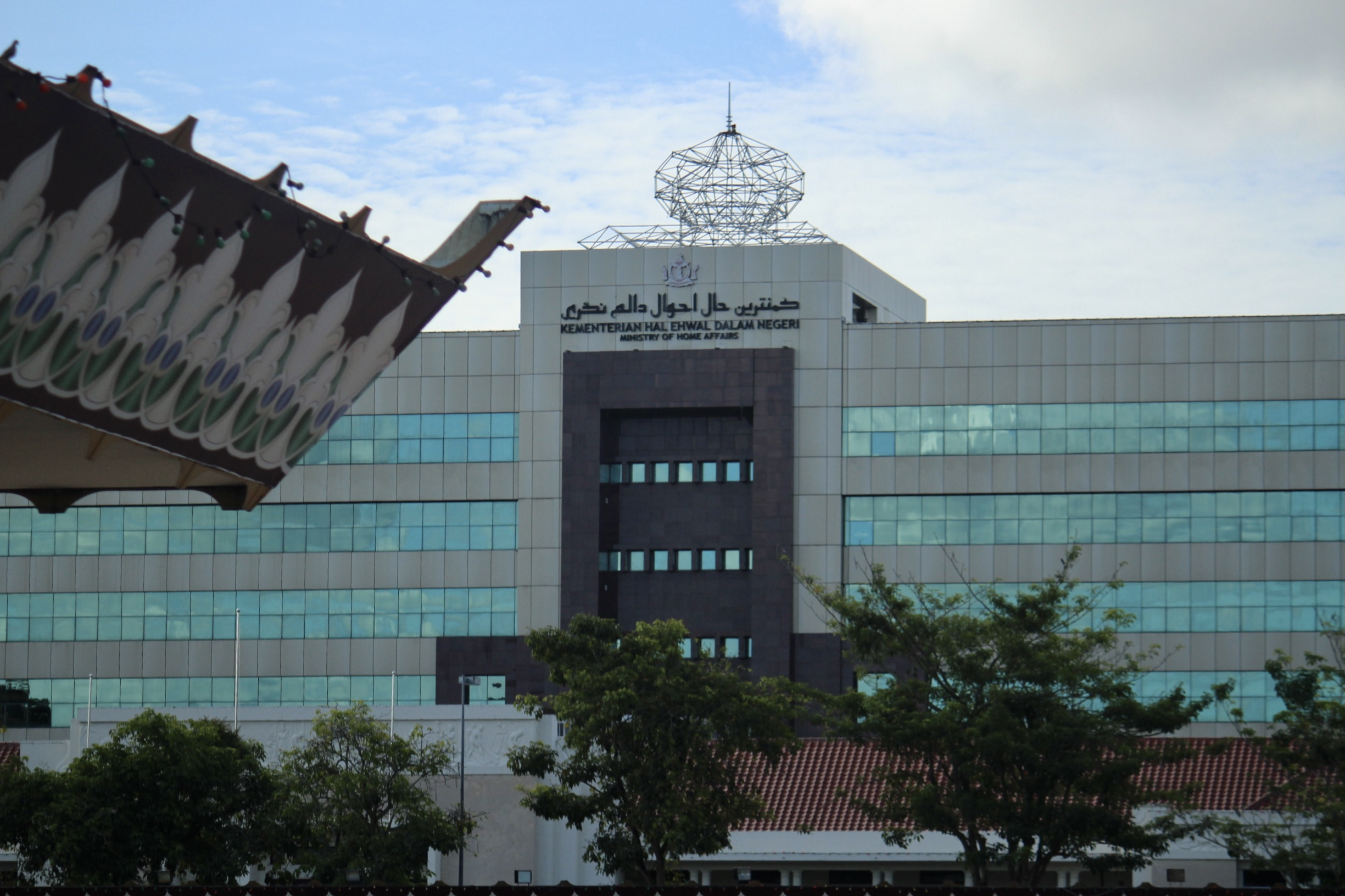
Ministerio del Interior de Brunéi

El ministro del Interior, miembro del gabinete designado por el sultán, instó en abril a hacer un uso prudente del presupuesto nacional, en otro llamamiento esporádico a la rendición de cuentas. El 6 de marzo de 2007, el sultán dio su permiso para estar presente en el Centro Internacional de Convenciones de Berakas en la ceremonia de apertura de la primera sesión del tercer periodo de sesiones del Consejo Legislativo. También estuvieron presentes el Príncipe Mohamed Bolkiah, ministro de Asuntos Exteriores y Comercio, y el Príncipe Al-Muhtadee Billah, Príncipe Heredero y ministro Principal del Gabinete del primer ministro. 
El Partido de la Conciencia Popular (PAKAR) se disolvió por completo, y el presidente del Partido de la Solidaridad Nacional de Brunéi (PPKB) se vio obligado a dimitir. Además, el Registro de Sociedades del gobierno reforzó su supervisión sobre la actividad de los partidos políticos en 2007.
La primera reunión de la cuarta sesión del Consejo Legislativo comenzó el 4 de marzo de 2008 en el nuevo edificio de Jalan Kebangsaan. El Sultán ofició la gran inauguración firmando una placa poco después de recibir el Saludo Real e inspeccionar la guardia de honor del personal de la Real Fuerza de Policía de Brunéi (RBPF).

### Estabilidad del régimen

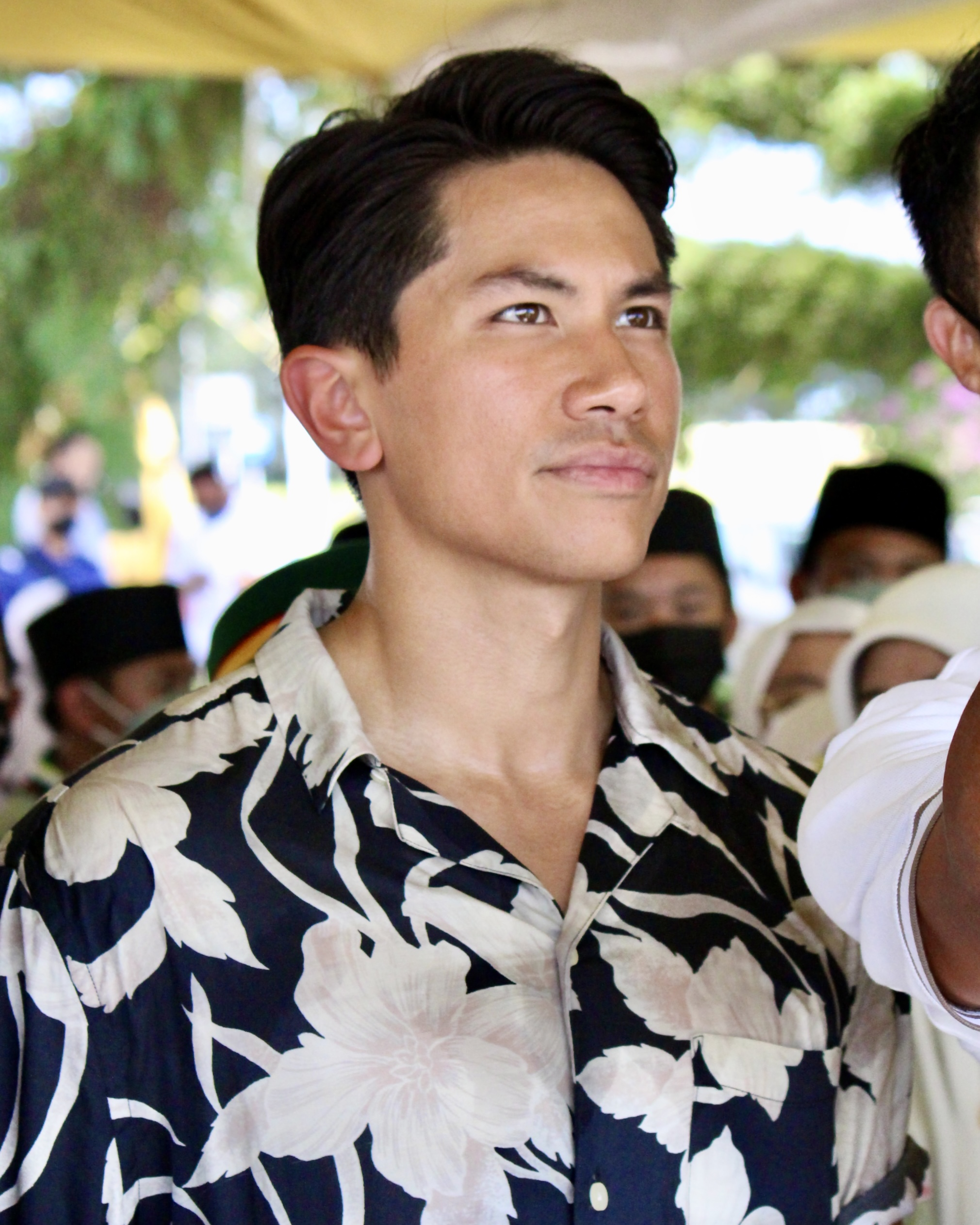
El príncipe Abdul Mateen uno de los 12 hijos del actual Sultán de Brunéi

Brunéi es la única monarquía absoluta reinante en el Sudeste Asiático y, para 2023, Brunéi es una de las siete dictaduras monárquicas del mundo. Aunque aproximadamente la mitad de las dictaduras monárquicas sufren graves consecuencias, como la muerte y el encarcelamiento, Brunéi es alabada como una de las dictaduras más estables. Debido a su rareza, los resultados de las dictaduras monárquicas no están bien estudiados y, mediante la falsificación de preferencias, es posible que se sobrestime el grado de satisfacción con el sultán y el gobierno de Brunéi, pero hasta el momento no se conocen esfuerzos organizados o a pequeña escala contra el gobierno en el poder. Gracias a los elevados ingresos del petróleo, Brunéi ha podido proporcionar amplios servicios sociales a su población, como educación y sanidad gratuitas. La provisión de bienestar es un método sólido para que el régimen de Brunéi ejerza un control político no violento, ya que los ciudadanos dependen del Estado tanto para el empleo como para los servicios sociales. La provisión exhaustiva de bienestar por parte de Brunéi eleva el coste de la protesta y constituye un medio para mantener un compromiso creíble. Brunéi obtiene la estabilidad y la legitimidad del régimen de una combinación de bienestar y autoridad religiosa a través de la filosofía nacional «Melayu Islam Beraja».

### Derechos humanos
En materia de derechos humanos, respecto a la pertenencia a los siete organismos de la Carta Internacional de Derechos Humanos, que incluyen al Comité de Derechos Humanos (HRC), Brunéi ha firmado o ratificado:
| Brunéi | Tratados internacionales  | Tratados internacionales  | Tratados internacionales  | Tratados internacionales  | Tratados internacionales  | Tratados internacionales  | Tratados internacionales | Tratados internacionales  | Tratados internacionales  | Tratados internacionales  | Tratados internacionales | Tratados internacionales  | Tratados internacionales  | Tratados internacionales  | Tratados internacionales | Tratados internacionales  | Tratados internacionales  | Tratados internacionales  |
| --- | ------------------------- | ------------------------- | ------------------------- | ------------------------- | ------------------------- | ------------------------- | ------------------------ | ------------------------- | ------------------------- | ------------------------- | ------------------------ | ------------------------- | ------------------------- | ------------------------- | ------------------------ | ------------------------- | ------------------------- | ------------------------- |
| Brunéi | CESCR                     | CESCR                     | CCPR                      | CCPR                      | CCPR                      | CERD                      | CED                      | CEDAW                     | CEDAW                     | CAT                       | CAT                      | CRC                       | CRC                       | CRC                       | CRC                      | MWC                       | CRPD                      | CRPD                      |
| Brunéi | CESCR                     | CESCR-OP                  | CCPR                      | CCPR-OP1                  | CCPR-OP2-DP               | CERD                      | CED                      | CEDAW                     | CEDAW-OP                  | CAT                       | CAT-OP                   | CRC                       | CRC-OP-AC                 | CRC-OP-SC                 | CRC-OP-CP                | MWC                       | CRPD                      | CRPD-OP                   |
| Pertenencia | Ni firmado ni ratificado. | Ni firmado ni ratificado. | Ni firmado ni ratificado. | Ni firmado ni ratificado. | Ni firmado ni ratificado. | Ni firmado ni ratificado. | Sin información.         | Ni firmado ni ratificado. | Ni firmado ni ratificado. | Ni firmado ni ratificado. | Sin información.         | Ni firmado ni ratificado. | Ni firmado ni ratificado. | Ni firmado ni ratificado. | Sin información.         | Ni firmado ni ratificado. | Ni firmado ni ratificado. | Ni firmado ni ratificado. |
| Firmado y ratificado, firmado, pero no ratificado, ni firmado ni ratificado, sin información, ha accedido a firmar y ratificar el órgano en cuestión, pero también reconoce la competencia de recibir y procesar comunicaciones individuales por parte de los órganos competentes. |                           |                           |                           |                           |                           |                           |                          |                           |                           |                           |                          |                           |                           |                           |                          |                           |                           |                           |

En materia de derechos humanos, concretamente derechos LGTBI, la homosexualidad ha sido siempre ilegal y el 3 de abril de 2019 entró en vigor una ley que permite la ejecución mediante la lapidación en casos de adulterio o relaciones homosexuales o la mutilación de extremidades en caso de robo. Castigos basados en la ley islámica (sharia), convirtiendo al gobierno de Brunéi en uno de los más restrictivos, crueles y radicales según la opinión de varios expertos. Estas decisiones crearon una gran controversia internacional. 

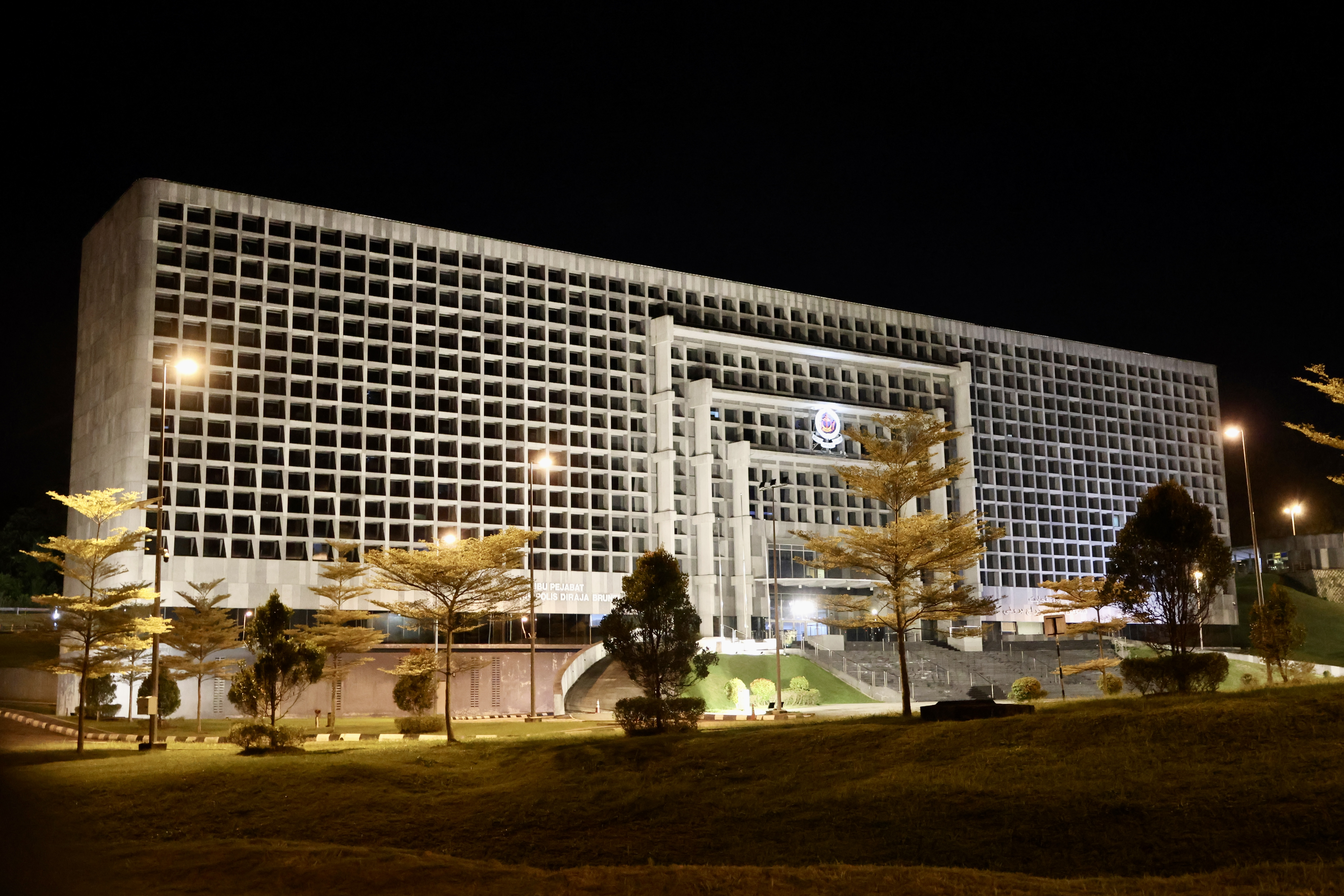
Sede de la Policía Real de Brunéi

Diversos medios y personalidades reclamaron al sultán que se retracte. Entre otras iniciativas se propuso un veto a compañías como «Dorchester Collection», una cadena de hoteles perteneciente al gobernante, con sede en varios países de Europa y en Estados Unidos. Se especuló con que este recrudecimiento en materia de derechos podría ser una estrategia ante la mala situación económica en el país, cuyos lazos con las grandes economías orientales estaban perdidos debido a su occidentalización.

### Poder judicial
Brunéi tiene un doble sistema jurídico. El primero es el sistema heredado de los británicos, similar al de India, Malasia y Singapur. Se basa en el common law inglés, pero con la codificación de una parte importante del mismo. El sistema jurídico del common law abarca la mayoría de las leyes de Brunéi.

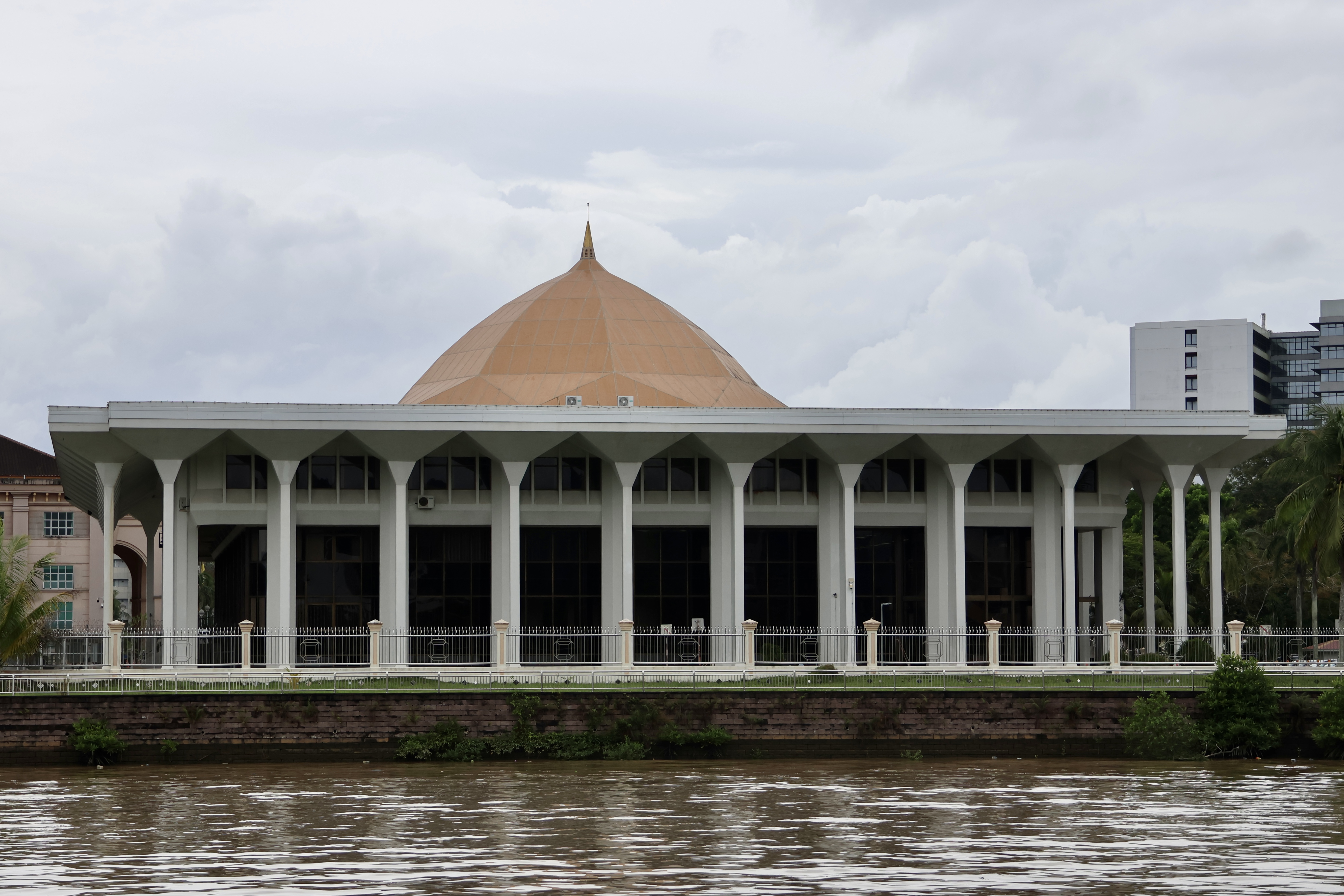
Sede de la Corte Suprema de Brunéi

La estructura de los tribunales de common law en Brunéi comienza con la magistratura. Actualmente hay menos de 10 magistrados en el país, todos ellos locales. Un escalón por encima de la magistratura se encuentran los tribunales intermedios. Se crearon para formar a los locales. Actualmente hay dos jueces de tribunales intermedios, ambos locales.

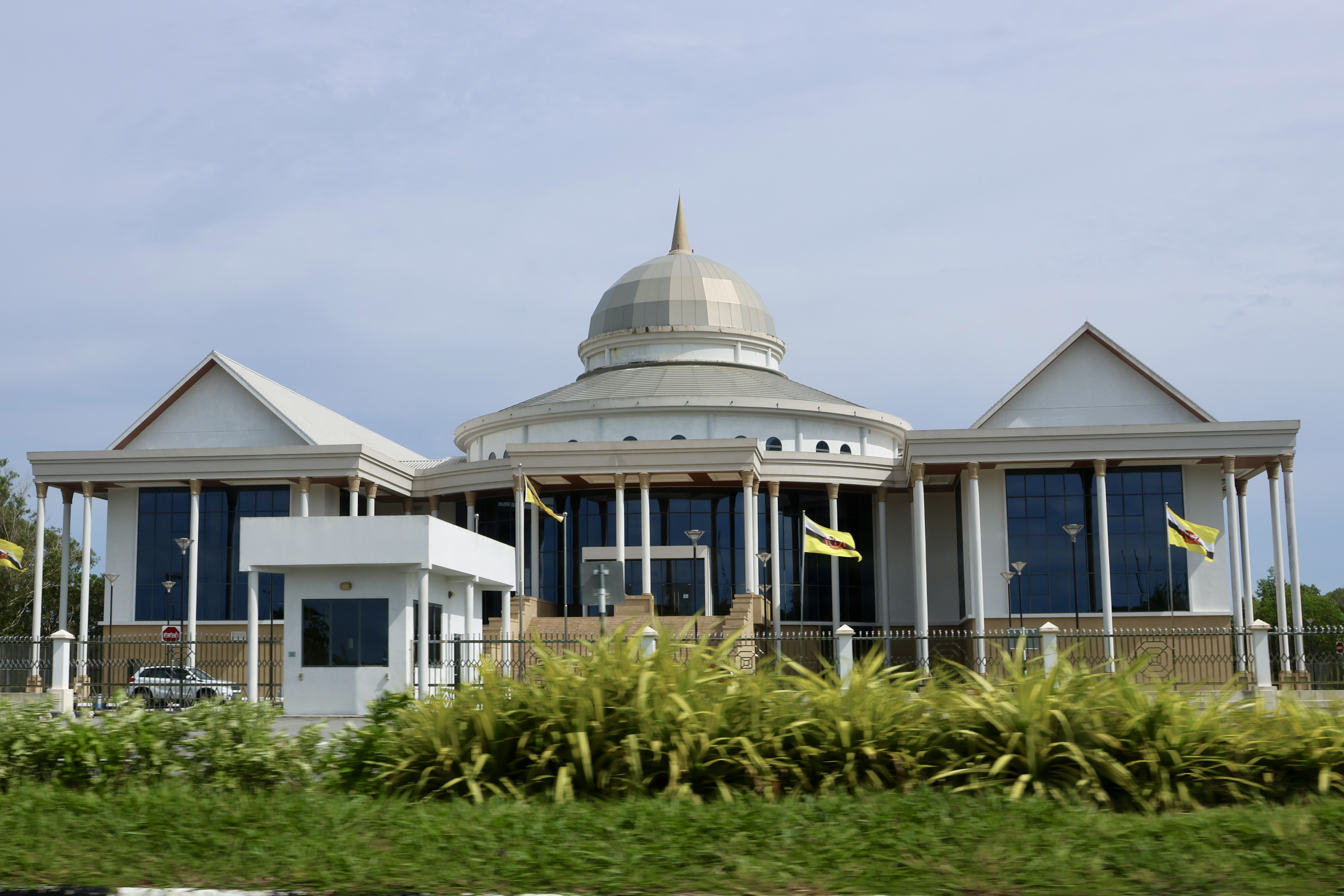
Edificio de un tribunal local en Tutong, Brunéi

El Tribunal Superior del Tribunal Supremo consta actualmente de tres jueces, dos de los cuales son locales. El presidente del Tribunal Supremo es un juez del Tribunal Superior de Hong Kong.
En Brunéi no existe el sistema de jurado; un juez o magistrado se sienta solo para conocer de un caso, salvo en los casos de pena capital, en los que se sientan dos jueces del Tribunal Superior.
El Tribunal de Apelación del Tribunal Supremo está compuesto por tres jueces, todos ellos británicos jubilados en la actualidad. El Tribunal de Apelación se reúne dos veces al año durante aproximadamente un mes cada vez.
Ya no se puede apelar ante el Comité Judicial del Consejo Privado del Reino Unido en causas penales, aunque sigue existiendo un derecho muy limitado de apelación ante el J.C.P.C. en causas civiles.
El otro sistema de justicia en Brunéi son los tribunales islámicos de la sharia. Se ocupa principalmente del divorcio musulmán y de los asuntos accesorios al divorcio musulmán en su jurisdicción civil y de los delitos de khalwat (proximidad) y zina (adulterio) entre musulmanes.
La estructura de los tribunales de la sharia es similar a la de los tribunales del common law, salvo que no tiene tribunal intermedio y que el Tribunal de Apelación es el último tribunal de apelación.
Todos los magistrados y jueces de los tribunales de derecho consuetudinario y de la sharia son nombrados por el Gobierno. Todos los magistrados y jueces locales proceden de la función pública, y hasta ahora ninguno ha sido nombrado en la práctica privada.

### Relaciones exteriores
Debido a sus vínculos tradicionales con el Reino Unido, se convirtió en el 49.º miembro de la Commonwealth de inmediato el día de su independencia el 1 de enero de 1984. En sus primeras iniciativas para mejorar sus relaciones internacionales, Brunéi entró en la ASEAN el 7 de enero de 1984, convirtiéndose en el primer miembro. Más tarde entró en las Naciones Unidas en la 39.ª Sesión de la Asamblea General de las Naciones Unidas y se convirtió en miembro de pleno derecho el 21 de septiembre de 1984, lo que implica el reconocimiento de su soberanía y la total independencia por parte de la comunidad mundial. Como es un país islámico, Brunéi se convirtió en miembro de pleno derecho de las Organización de la Conferencia Islámica (hoy en día Organización de Cooperación Islámica) en enero de 1984, en el IV Congreso Islámico que tuvo lugar en Marruecos.

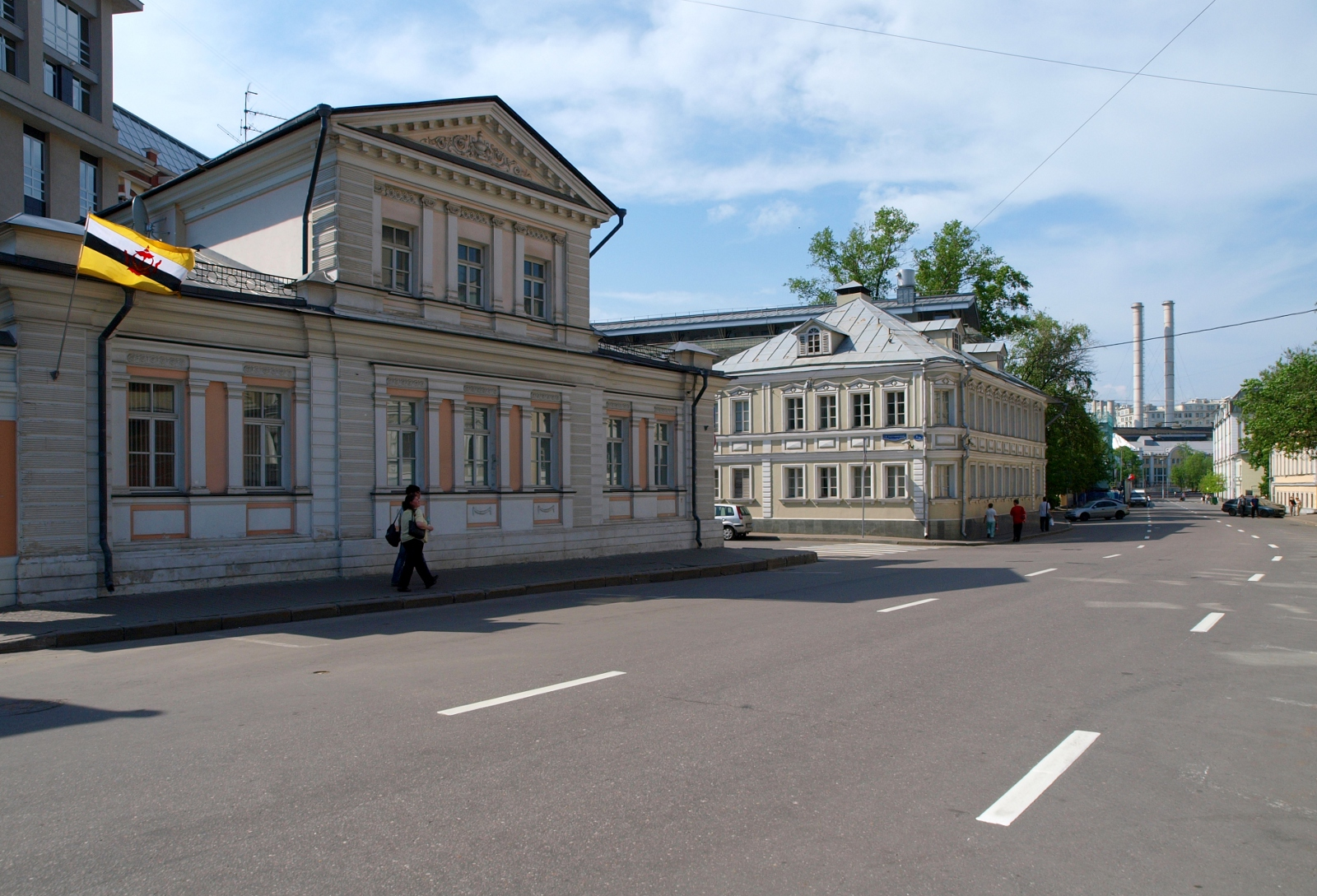
Embajada de Brunéi en Moscú, Rusia.

Tras su adhesión al Foro de Cooperación Económica Asia-Pacífico (APEC) en 1989, Brunéi albergó la Reunión de Líderes Económicos APEC en noviembre de 2000 y el Foro Regional ASEAN (ARF) en julio de 2002. Para otros asuntos económicos, Brunéi Darussalam se convirtió en miembro original de la Organización Mundial del Comercio (WTO) desde el 1 de enero de 1995, y es un miembro importante de la BIMP-EAGA (Área de Crecimiento de la ASEAN Oriental Brunéi-Indonesia-Malasia-Filipinas) que fue formada durante la Reunión Inaugural de Ministros en Dávao, Filipinas el 24 de marzo de 1994.
Brunéi está reconocido por todas las naciones del mundo. Comparte una relación particularmente estrecha con Filipinas y otras naciones como Singapur. En abril de 2009, Brunéi y Filipinas firmaron un Acuerdo de Entendimiento (MOU) que buscaba fortalecer la cooperación bilateral de ambos países en los campos de la agricultura, la ganadería y el desarrollo.
Brunéi es una de las muchas naciones que se disputan algunas de las islas Spratly.
Asimismo, el estatus de Limbang como parte de Sarawak fue disputado por Brunéi desde que el territorio fue anexionado por primera vez en 1890. La discusión fue zanjada en 2009, con Brunéi aceptando la frontera, a cambio obtuvo de Malasia el cese de las reclamaciones sobre los campos petrolíferos en aguas de Brunéi. El gobierno de Brunéi, sin embargo, denegó esto y dijo que la reclamación de Limbang como propio no había decaído.

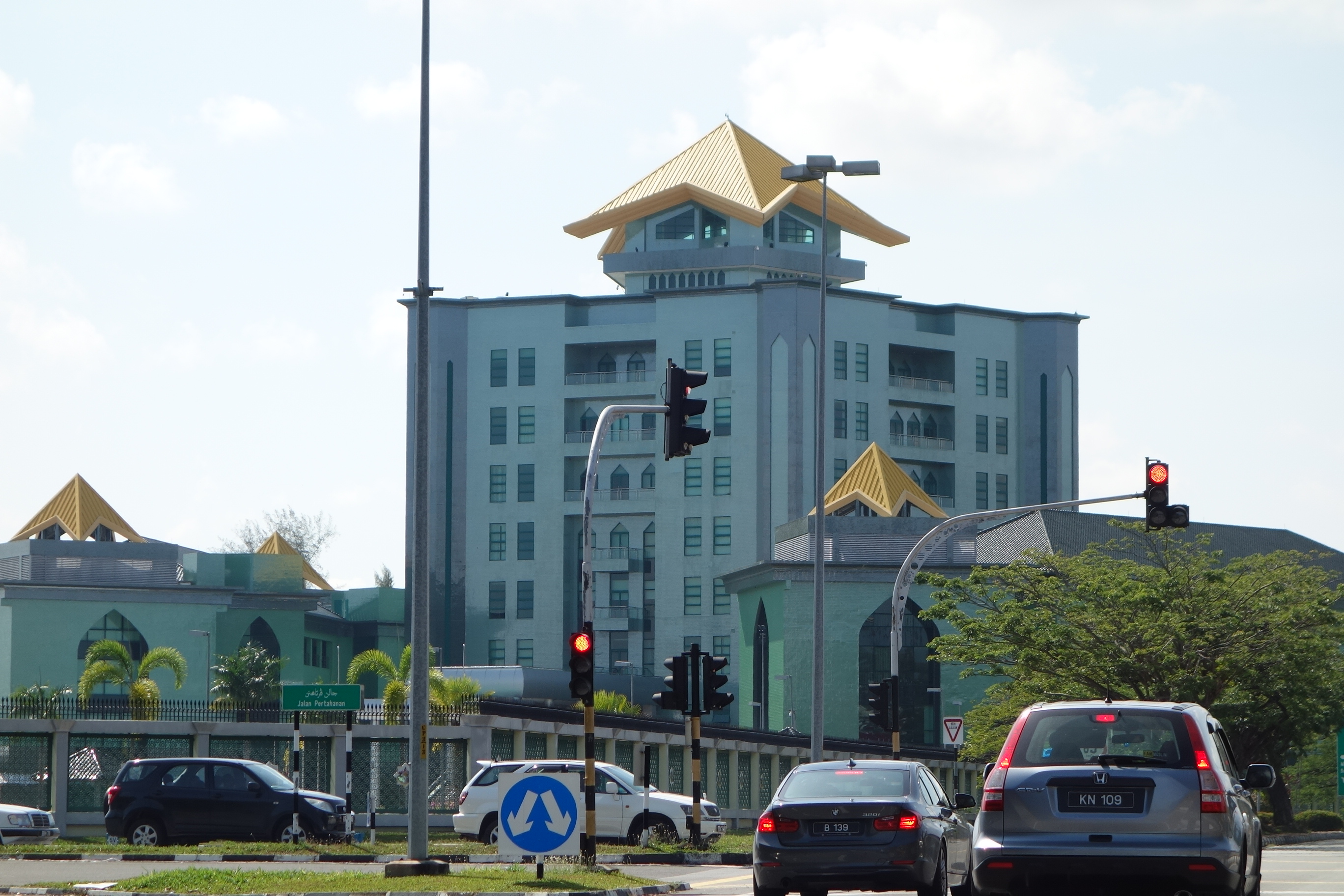
Sede del Ministerio de Defensa de Brunéi

### Defensa

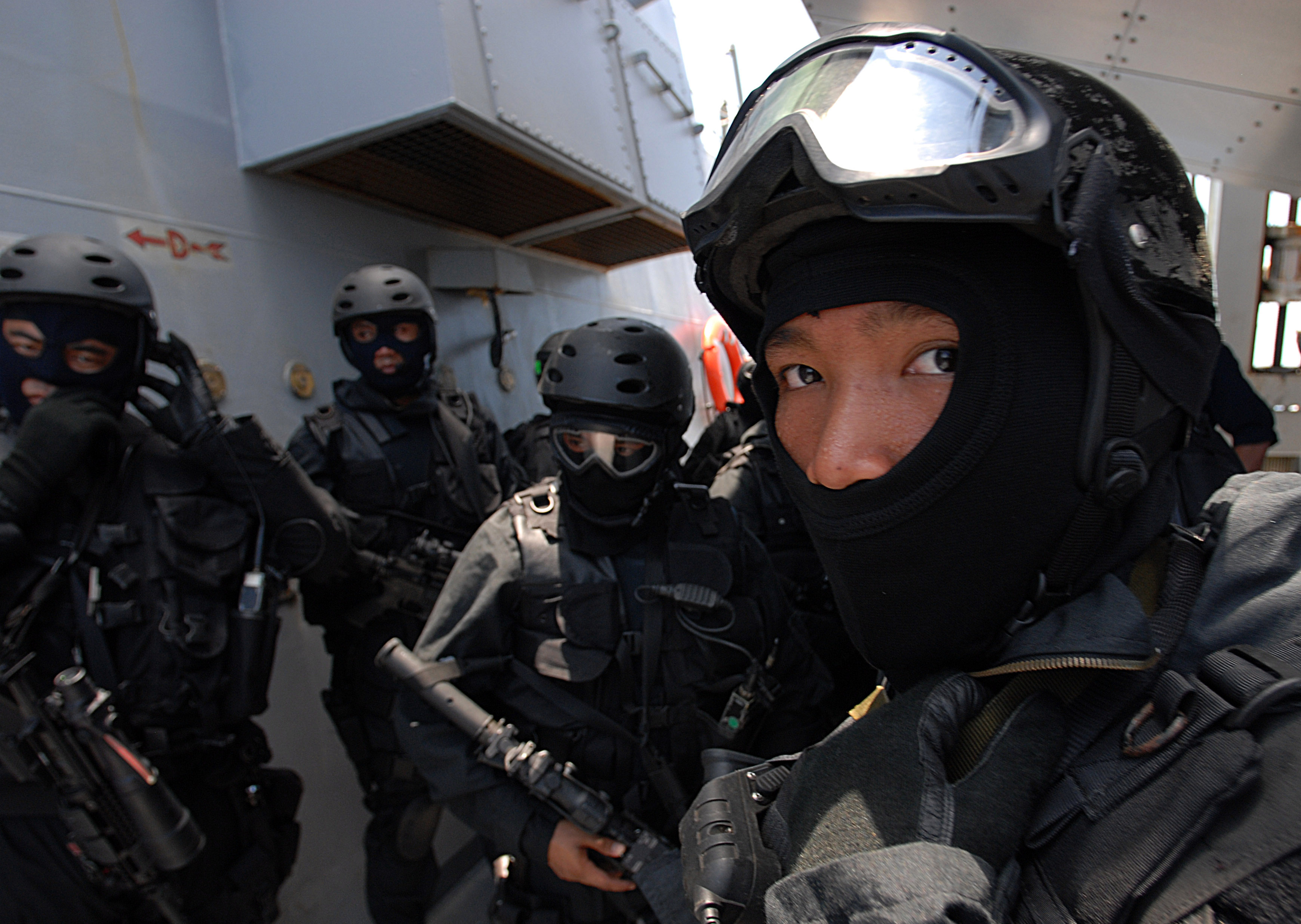
Miembros de las Fuerzas Especiales de Brunéi durante un Ejercicio

Las Fuerzas Armadas Reales de Brunéi (RBAF); en malayo Angkatan Bersenjata Diraja Brunei (ABDB), es el término colectivo para todas las fuerzas militares o ramas de servicio del sultanato de Brunéi Darussalam. La RBAF consta de tres ramas militares principales: las Fuerzas Terrestres Reales de Brunéi (RBLF), la Marina Real de Brunéi (RBN) y la Fuerza aérea Real de Brunéi (RBAirF).
El jefe de las Reales Fuerzas Armadas de Brunéi es el comandante supremo, y lo ostenta el Sultán de Brunéi, y su titular es el sultán Hassanal Bolkiah, con el rango de mariscal de campo (FM). Dependen del Ministerio de Defensa de Brunéi.
Las Fuerzas Armadas Reales de Brunéi se formaron el 31 de mayo de 1961, con apoyo militar británico; esta fecha se conmemora anualmente como Día de las Fuerzas Armadas.
Las Reales Fuerzas Terrestres de Brunéi (RBLF) (malayo: Tentera Darat Diraja Brunei - TDDB), son una formación del ejército del tamaño de una brigada, que consta de tres batallones operativos junto con un batallón de apoyo adicional. El papel de las Fuerzas Terrestres Reales de Brunéi es mantener la seguridad de Brunéi y defender la soberanía del país. Su principal responsabilidad es oponerse a cualquier amenaza procedente del interior o del exterior del país, y mantener la paz y la seguridad en el país. Las Reales Fuerzas Terrestres de Brunéi son el mayor de los tres servicios armados de Brunéi.

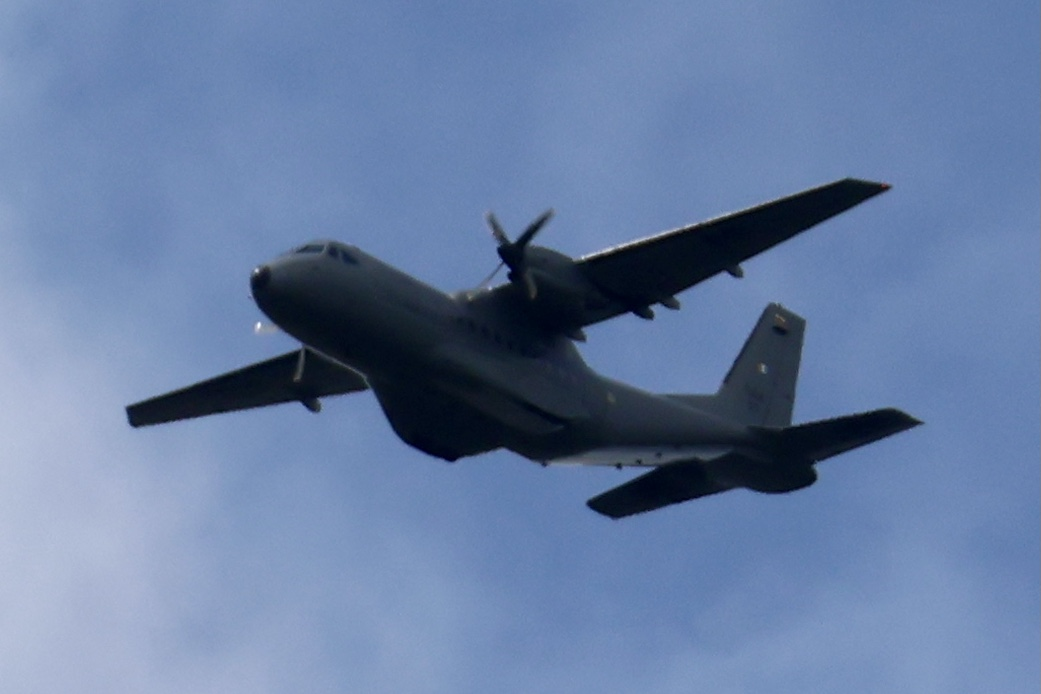
Un CASA CN 235 de la Real Fuerza Aérea de Brunéi

La Marina Real de Brunéi (RBN) (malayo: Tentera Laut Diraja Brunei - TLDB), es la fuerza naval de defensa de Brunéi Darrussalam. Se trata de una fuerza pequeña, pero relativamente bien equipada, cuya principal responsabilidad es llevar a cabo misiones de búsqueda y rescate (SAR), así como disuadir y defender las aguas soberanas de Brunéi contraataques de fuerzas marítimas. En 2023, la Marina Real de Brunéi contaba con un inventario operativo de treinta y seis buques o embarcaciones similares.
La Real Fuerza Aérea de Brunéi (RBAirF) (malayo: Tentera Udara Diraja Brunei - TUDB), es una fuerza aérea pequeña, basada principalmente en helicópteros, cuya misión es apoyar a las otras ramas de los servicios armados, defender el espacio aéreo de Brunéi y llevar a cabo operaciones de búsqueda y rescate (SAR). Se creó originalmente en 1965, hace 58 años, como Ala Aérea del Real Regimiento Malayo de Brunéi (malayo: Askar Melayu Diraja Brunéi - AMDB, precursor de las actuales Reales Fuerzas Armadas de Brunéi, RBAF), y se estableció como fuerza aérea independiente, la Real Fuerza Aérea de Brunéi, el 1 de octubre de 1991, hace 31 años. 
El inventario principal de la RBAirF consiste en una gama de helicópteros de ala rotatoria; anteriormente diez Bell 212, cuatro Sikorsky S-70A-14 (ahora transferidos a la Real Fuerza Aérea de Malasia), y un solitario Bell 214ST. Los Bell 212 fueron sustituidos entre 2013 y 2015 por doce Sikorsky S-70i Blackhawks de fabricación polaca. Dos helicópteros Bell 206 se utilizan para entrenamiento de ala rotatoria.

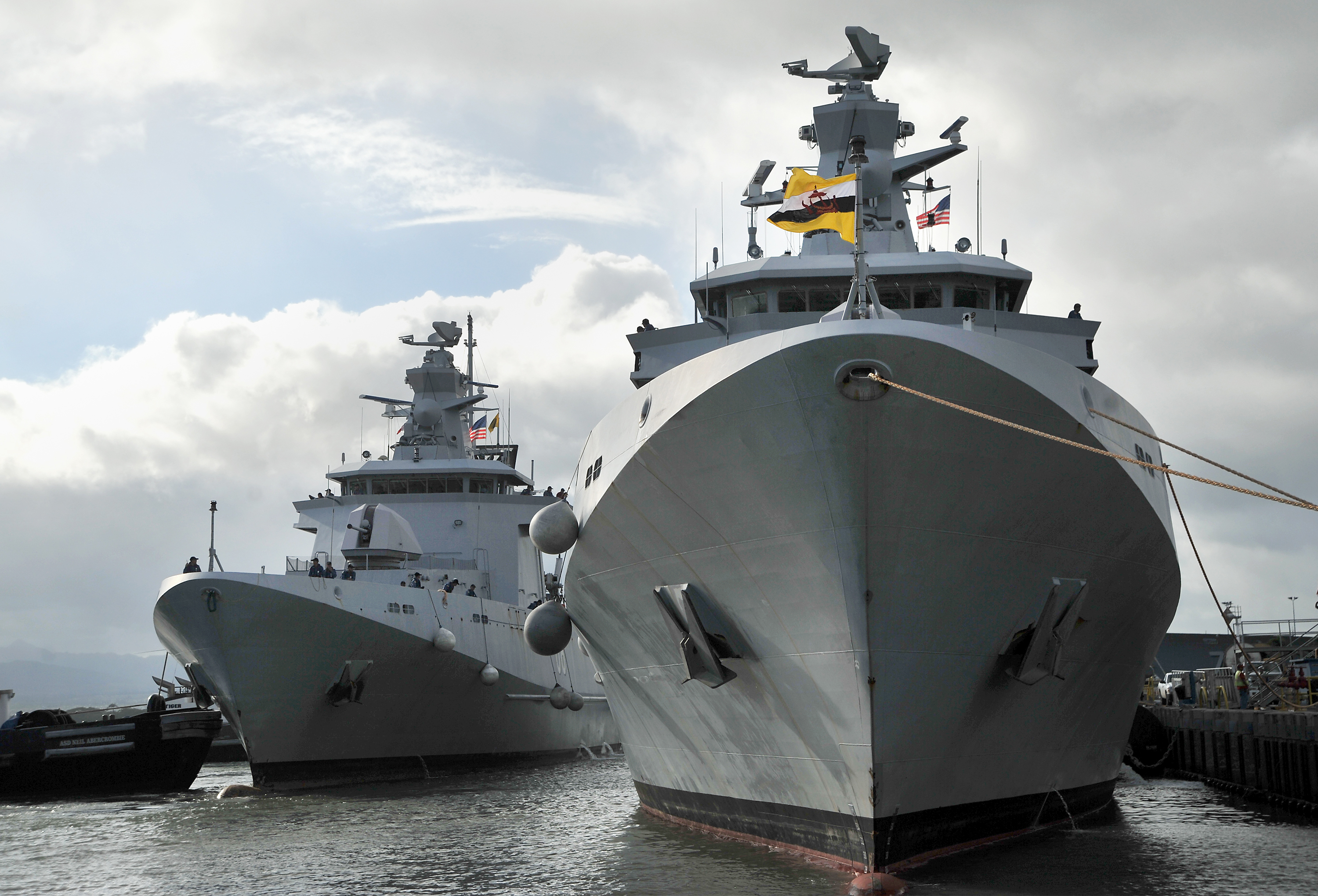
El patrullero KBD Darulaman (OPV 08) (izquierda) y el patrullero KBD Darussalam (OPV 06) ambos de la Marina Real de Brunéi en Pearl Harbor, Hawái

El inventario de ala fija de la Real Fuerza Aérea de Brunéi se limita a cuatro aviones de entrenamiento Pilatus PC-7 Mk.II de fabricación suiza (que también utiliza el equipo de exhibición acrobática Alap-Alap Formation) y un solitario avión de transporte aéreo CASA/IPTN CN-235. El 14 de julio de 2014, el comandante de las Reales Fuerzas Armadas de Brunéi anunció planes para encargar el Lockheed Martin C-130J Super Hercules en un futuro próximo, aunque esto nunca se materializó. A partir de 2023, las Reales Fuerzas Aéreas de Brunéi operan veinte aeronaves tripuladas y cuatro vehículos aéreos no tripulados (UAV).

## Organización territorial

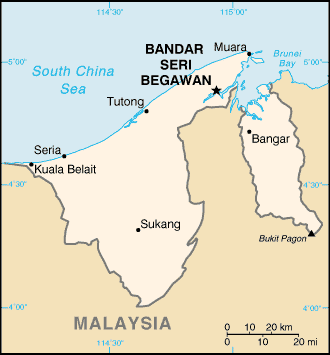
Mapa de Brunéi.

Brunéi está dividido en cuatro distritos, llamados daerah, y 38 subdistritos (mukims):

## Geografía

Panorama de la regata de Brunéi.

Brunéi posee unos 5765 kilómetros cuadrados (una superficie comparable a la Trinidad y Tobago o Palestina o la mitad del tamaño de Catar) y está situado en la costa norte de la isla de Borneo. Está formado por dos territorios inconexos. El territorio está formado por una llanura costera con zonas pantanosas al oeste y al noreste y en el interior una zona montañosa. Los ríos discurren en dirección norte siendo el más importante el río Belait.
El país tiene un clima tropical húmedo, con una temperatura media de 27,8 °C. Las precipitaciones son intensas durante todo el año, pero aumentan en los meses del monzón de noviembre a marzo.

### Orografía e hidrografía

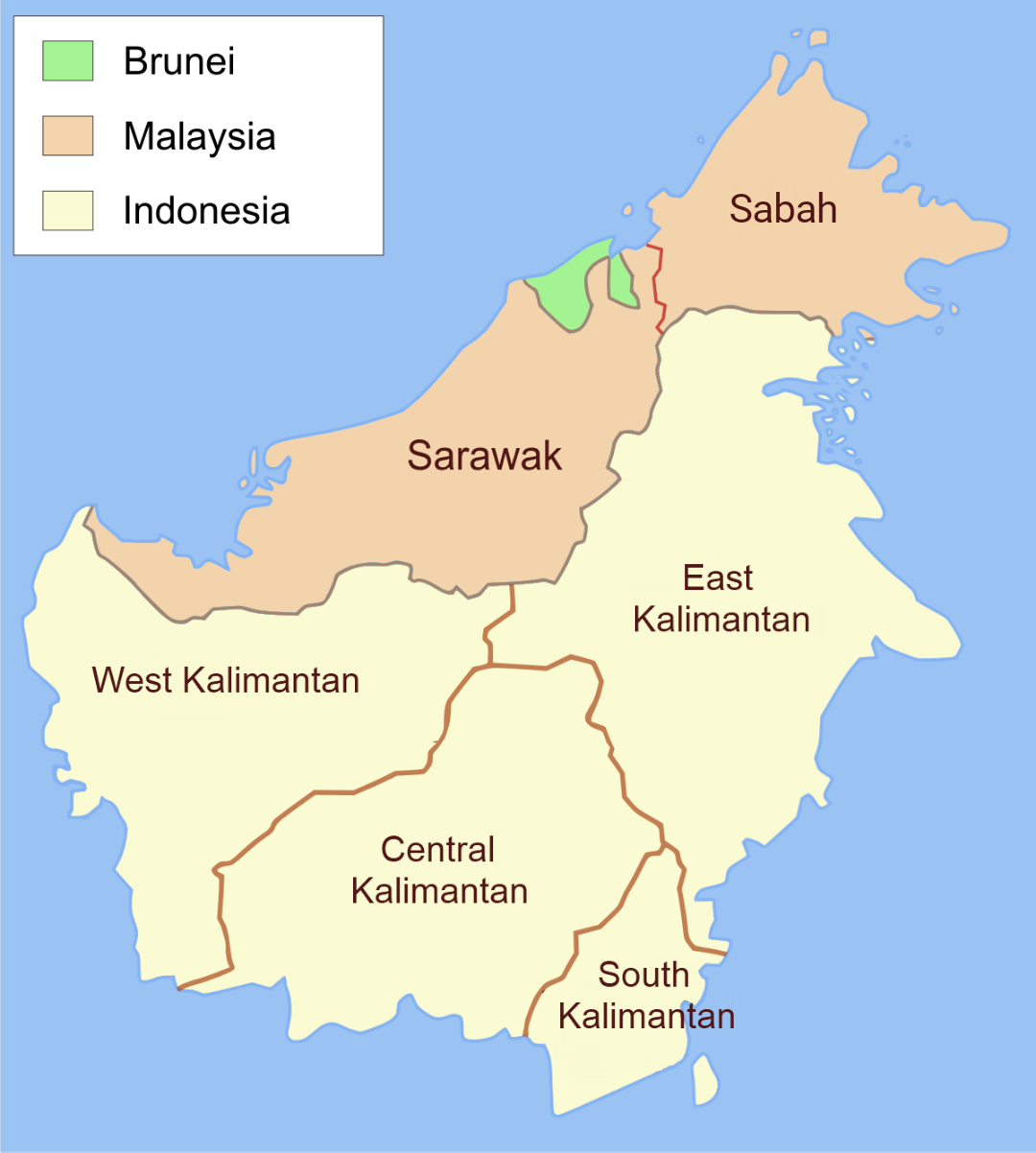
Ubicación del Sultanato de Brunéi en la costa norte de la isla de Borneo y rodeado del territorio de Malasia.

Su relieve no es muy relevante. El pico más alto del país, el monte Bukit Pagon (1850 m s. n. m.), está situado al este, forma parte de los montes Irán. En la parte oeste del país, la más extensa, es todavía menos montañosa, no destacan más que unos cuantos montes situados sobre todo en la frontera con Malasia.
Los ríos son cortos ya que casi todos nacen en el país y se dirigen al norte desembocando en el Mar de la China meridional. El río más importante es el río Belait que discurre por la parte oeste.

### Fauna
La abundante fauna del país incluye más de 157 especies de mamíferos: panteras, monos y una gran variedad de aves, lagartos y serpientes.
También existe muchas reservas naturales.

### Clima

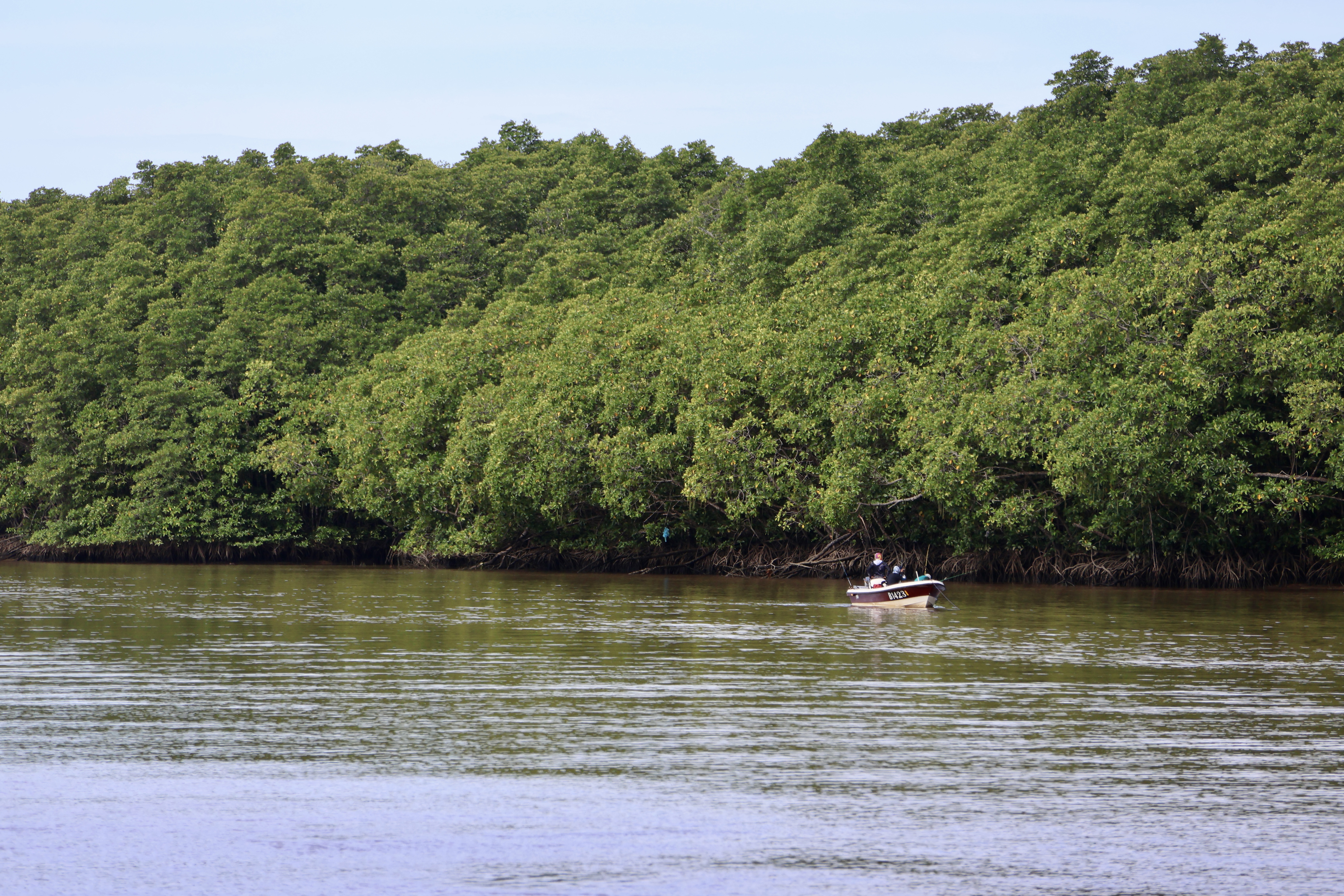
Río Danau, Brunéi

En Brunéi predomina un clima tropical con mucha humedad. Normalmente, toda la nación experimenta el mismo clima. Todo el año es caluroso en el país. Los vientos monzónicos y otros sistemas de vientos de la zona provocados por la distribución de la presión atmosférica en el Sudeste Asiático, así como la ubicación en la costa noroeste de Borneo, que se encuentra en el trópico ecuatorial, influyen en el clima. ITCZ (Zona de Convergencia Intertropical) es el nombre dado a la depresión de baja presión que se produce alrededor del ecuador. Sin embargo, las zonas subtropicales de ambos hemisferios experimentan altas presiones, lo que provoca una diferencia de presión. Esto se debe a que las masas de aire de los hemisferios sur y norte se encuentran en esta región, provocando grandes cambios climáticos, la Zona de convergencia intertropical es crucial.
Es vital que la posición de la ZCIT oscile típicamente en función de la posición cenital del sol y no sea siempre fija. La magnitud de la oscilación latitudinal se reduce aproximadamente a la mitad de la del sol debido al retraso de dos meses del movimiento. En el país hay dos estaciones bien diferenciadas, separadas por dos fases de transición, como consecuencia del desplazamiento de la ZCIT a lo largo del año y de los vientos alisios asociados. El mar de la China Meridional y Borneo se ven muy afectados por los vientos monzónicos del noreste, que recurvan a través de la zona de convergencia intertropical para convertirse en vientos del noroeste que soplan a través de Indonesia entre diciembre y marzo. La ubicación típica de la ITCZ es entre las latitudes 50S y 100S cuando migra hacia el sur a través de Brunéi y Borneo a finales de diciembre, un período de tiempo conocido como el Monzón del Noreste.

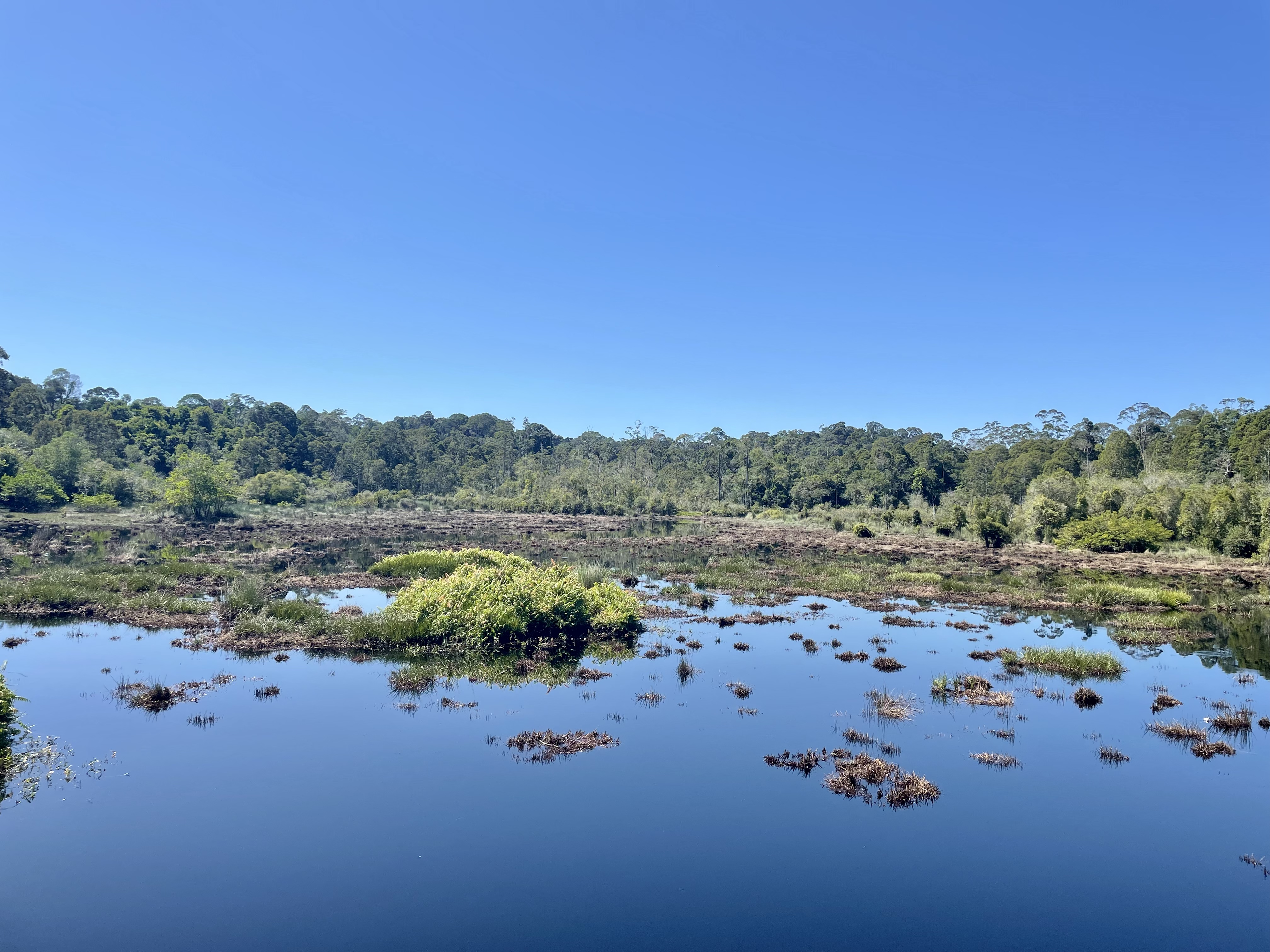
Lago Lalak

La Zona de Convergencia Intertropical, situada al este de Filipinas en torno a la latitud 150N entre junio y septiembre, se transforma en una vaguada monzónica hacia el oeste. El monzón del suroeste es creado por los vientos alisios del sureste que se originan en el hemisferio sur y recurvan en el ecuador. El monzón del noreste domina de diciembre a marzo, mientras que el del suroeste sopla de mayo a septiembre. Los meses de transición son abril, octubre y noviembre.
El clima del municipio de Bandar Seri Begawan es tropical ecuatorial con dos estaciones. La estación seca es extremadamente calurosa (24 a 36 °C o 75,2 a 96,8 °F). La estación húmeda o lluviosa suele ser cálida y húmeda (de 20 a 28 °C o de 68,0 a 82,4 °F) La mayor parte del país es una llanura costera plana con montañas en el este y tierras bajas montañosas en el oeste. El punto más bajo está al nivel del mar y el más alto es Bukit Pagon (1850 m o 6070 pies). Las regiones climáticas del país son las siguientes:
El distrito de Brunéi-Muara y Bandar Seri Begawan son tropicales húmedos en la costa y de menor altitud al norte y subtropicales húmedos en el centro del distrito de Brunéi-Muara (20 a 36 °C o 68 a 97 °F).

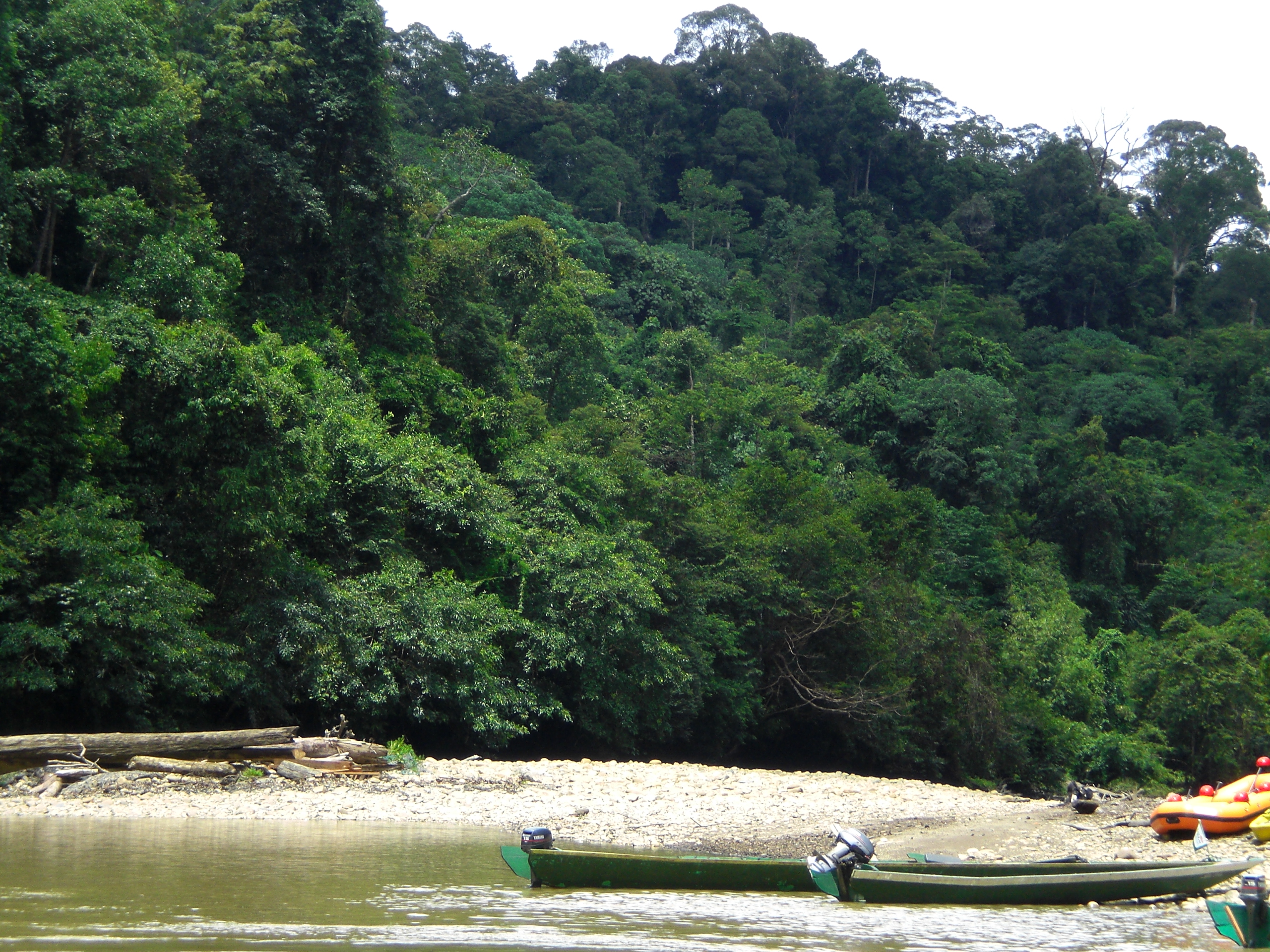
Parque nacional de Ulu Temburong

El distrito de Tutong es tropical cálido en el norte y templado en el sur (22 a 32 °C o 71,6 a 89,6 °F).
El distrito de Belait es tropical, cálido en el norte y ligeramente templado en el sur (25 a 37 °C o 77,0 a 98,6 °F).
El distrito de Temburong es subtropical húmedo en las zonas más elevadas del sur y tropical húmedo en la costa y las zonas más bajas del norte (18 a 29 °C o 64 a 84 °F).

### Áreas protegidas
Entre las zonas protegidas de Brunéi figuran:
- El parque nacional de Ulu Temburong
- El parque nacional de Ulu Ulu

Otras
- Reserva Forestal de Andulau

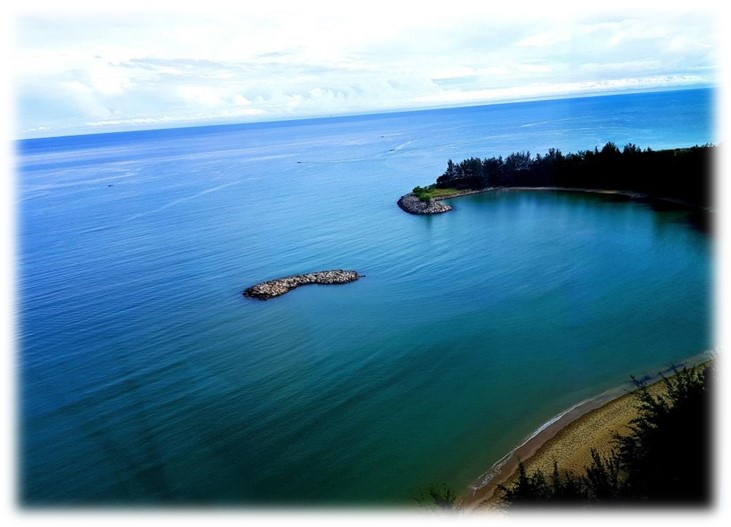
Playa en Jerudong, Brunéi

- Parque Recreativo de Sungai Basong
- Reserva de Benutan
- Parque Recreativo de Berakas[97]
- Reserva de Imang
- Reserva Forestal de las colinas de Labi
- Reserva Forestal de Bukit Ladan
- Parque Recreativo Sungai Liang[97]
- Parque Recreativo Luagan Lalak[97]
- Parque del Patrimonio Tasek MerimbunCálao cariblanco (Anthracoceros albirostris) en Seria, Brunéi

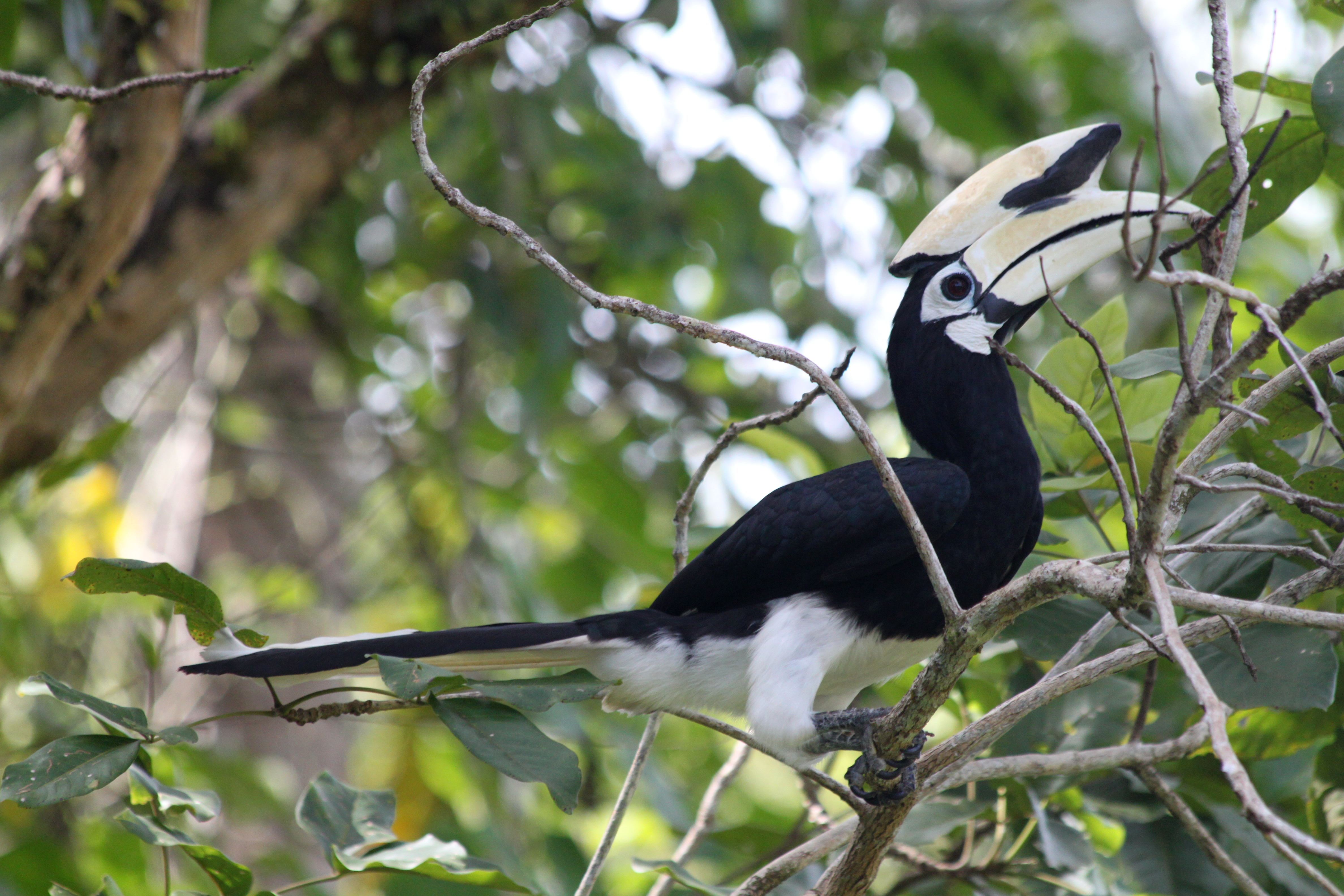
Cálao cariblanco (Anthracoceros albirostris) en Seria, Brunéi

- Parque Recreativo de la playa de Muara
- Reserva Forestal de Peradayan
- Parque Bukit Shahbandar[97]
- Reserva Forestal de Selirong (Isla de Selirong)

### Cuestiones medioambientales
Brunéi se encuentra entre los países que producen más emisiones de dióxido de carbono que contribuyen con el calentamiento global, ubicándose en el tercer lugar luego de Catar y Baréin, con 20,3 toneladas métricas per cápita.

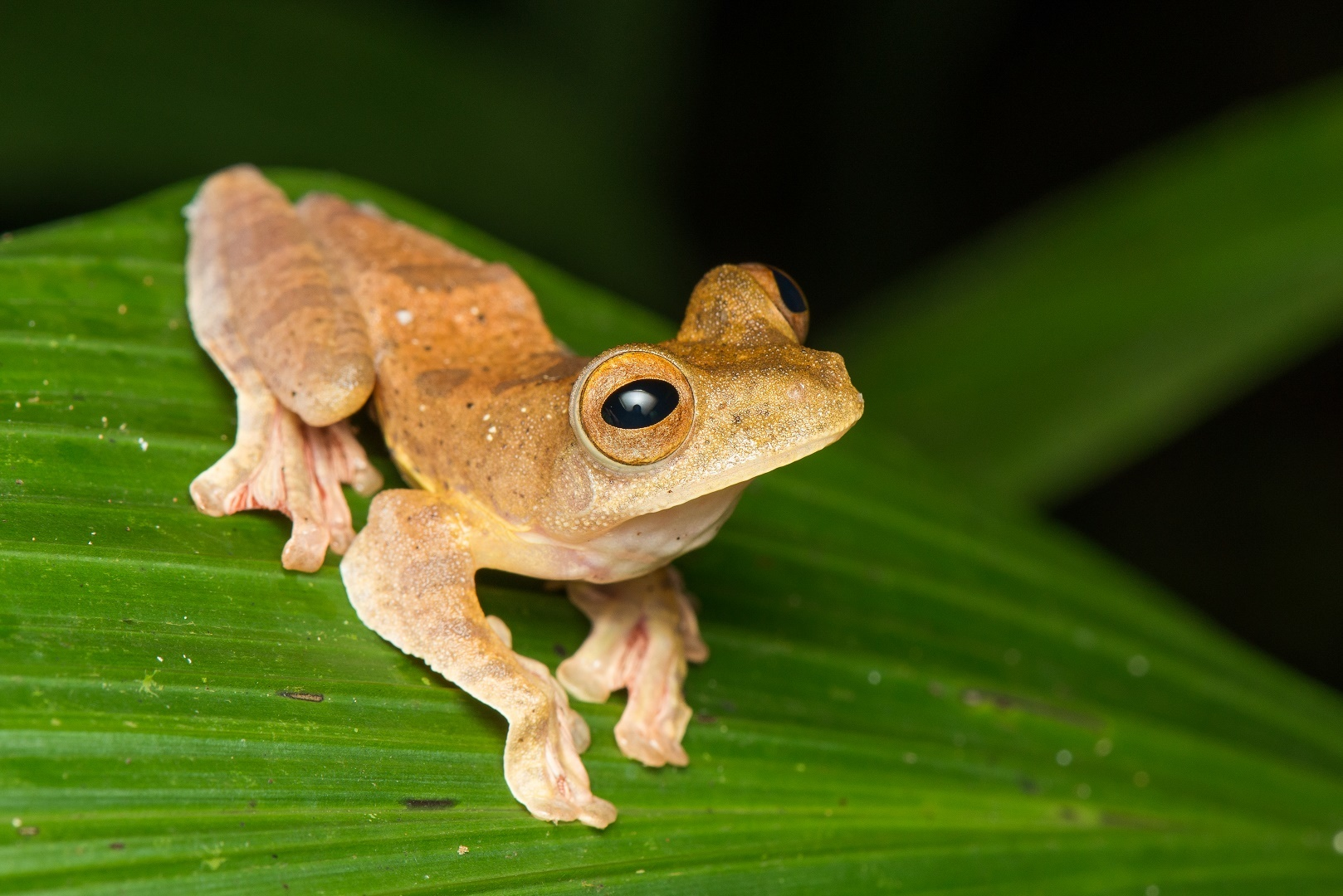
Una Rana arlequín arbórea (Rhacophorus pardalis) en Brunéi

### Fauna
Brunéi alberga todo tipo de animales: aves, mamíferos, anfibios, reptiles, peces e insectos. Algunos viven allí todo el año, y otros utilizan las selvas tropicales de Brunei como parada en sus migraciones estacionales.
Brunéi comparte gran parte de su fauna única con la cercana Borneo y otras islas del sudeste asiático. Alberga muchas especies en peligro de extinción, así como algunas peligrosas.
Hay dos lugares donde encontrar a los mejores animales de Brunéi: practicando snorkel en las aguas costeras o haciendo senderismo por las selvas tropicales.
La región ideal para descubrir muchos de los animales famosos y únicos de Brunéi es el parque nacional de Ulu Temburong. Allí se pueden ver cálaos, monos probóscide y ranas cornudas.
La Reserva Forestal de Labi es la mayor extensión de selva tropical conservada del país. Otros lugares clave son el bosque recreativo de Paradayan y partes de Kuala Balai. En estas zonas se puede avistar el cálao rinoceronte.

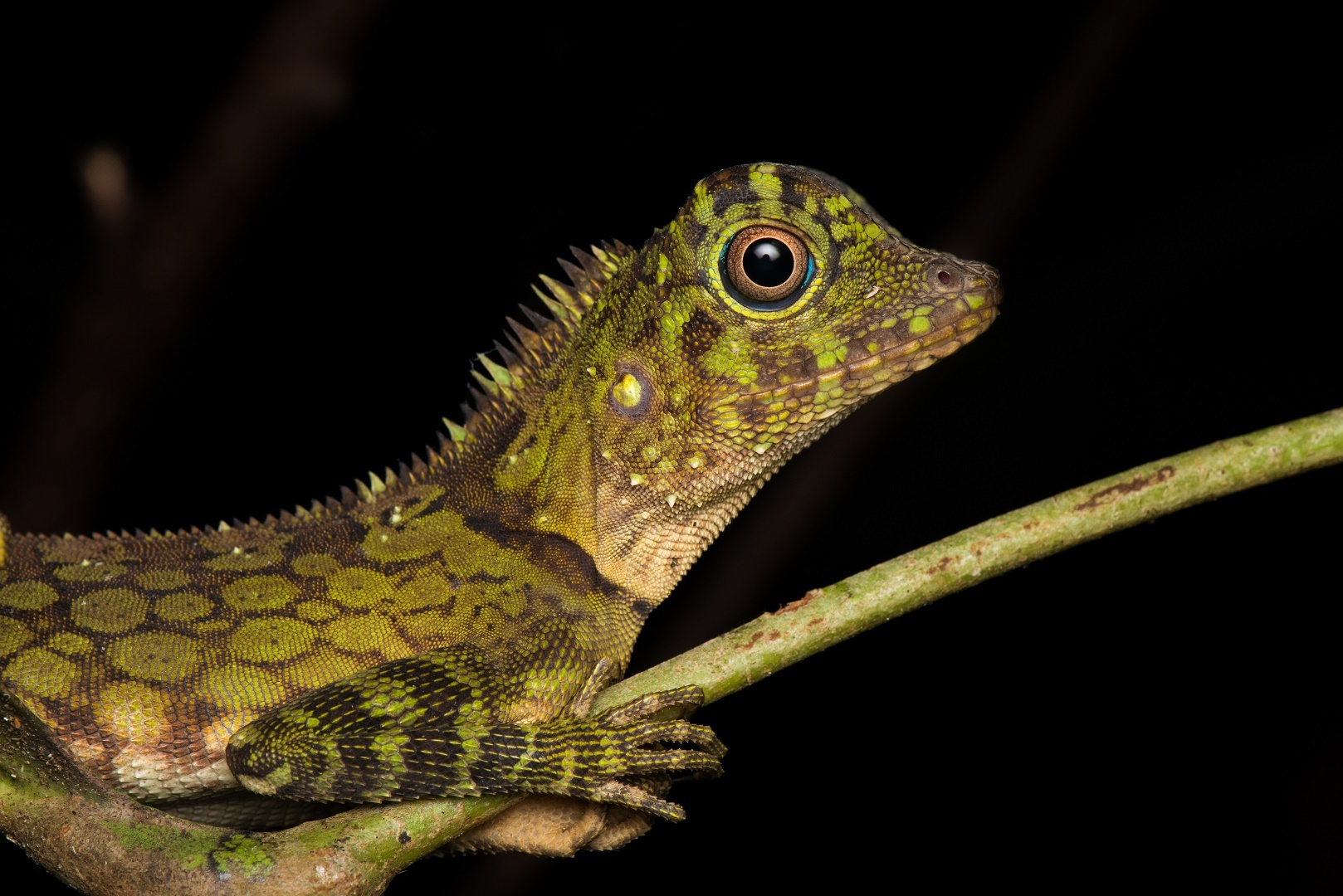
Un Lagarto de cabeza angular de Borneo o dragón de los bosques de Borneo (Gonocephalus bornensis) en Brunéi

Practicar snorkel o submarinismo en los arrecifes oceánicos permite ver peces de colores, tiburones y los lentos y pacíficos dugongos, uno de los mamíferos más singulares del mundo. Estas vacas marinas pasan toda su vida en el agua, pastando algas con la ayuda de unos labios prensiles.
El cocodrilo de agua salada es el animal más peligroso de Brunéi en la actualidad. Son los cocodrilos más grandes del mundo, y alcanzan hasta 7 metros de longitud. Los «salties» son raros en la zona, pero el gobierno recomienda tomar precauciones. Son conocidos por salir disparados del agua para capturar presas -en ocasiones humanos- en las orillas de los ríos.

## Símbolos nacionales

### Bandera

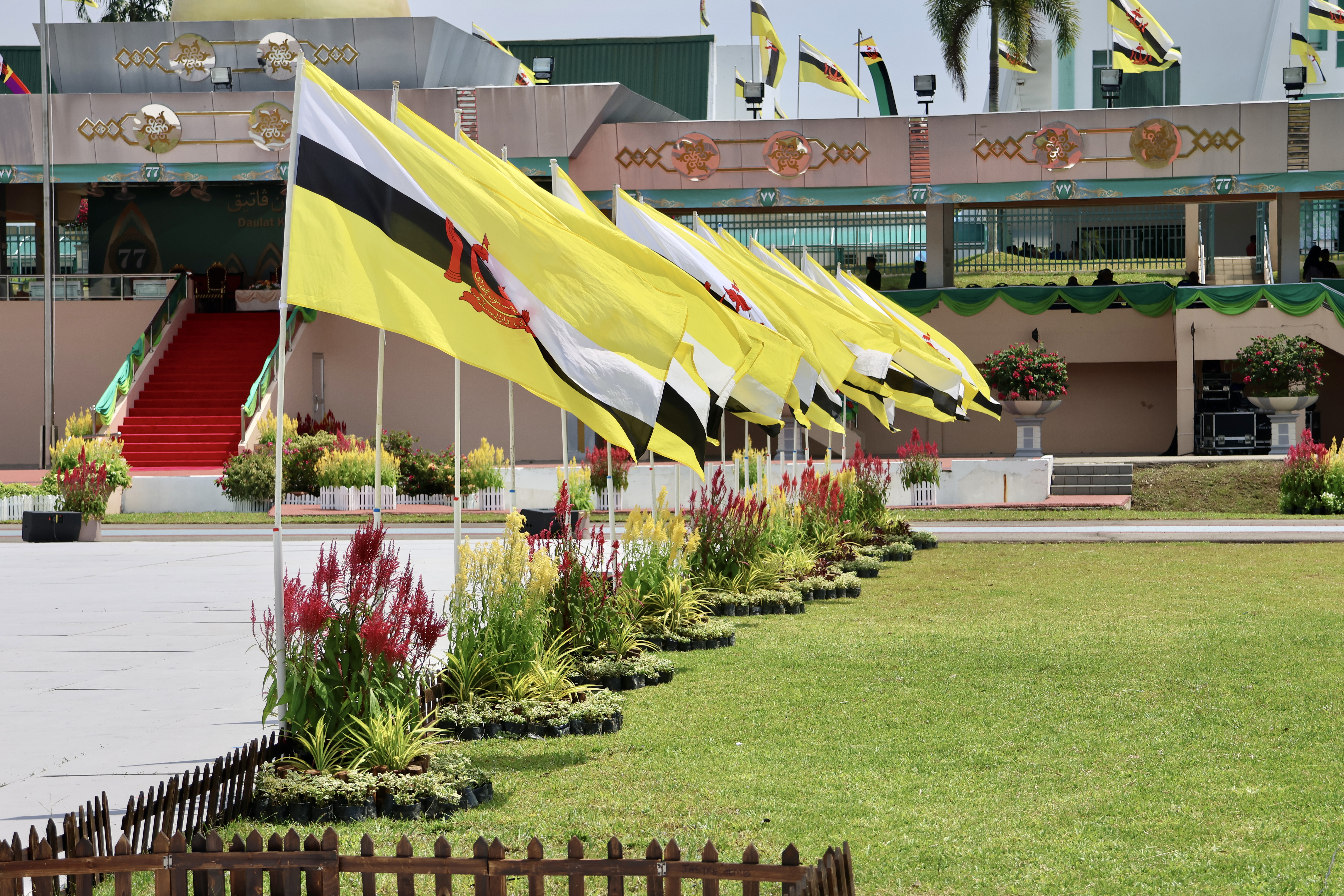
Banderas de Brunéi en Bangar

La bandera de Brunéi fue adoptada el 29 de septiembre de 1959 cuando el territorio era un protectorado británico. Cuando Brunéi obtuvo su independencia definitiva, el 1 de enero de 1984 fue adoptada la bandera oficialmente. Está compuesta por el escudo de Brunéi en el centro sobre un campo amarillo cortado por dos franjas diagonales de color blanco y negro.

### Escudo

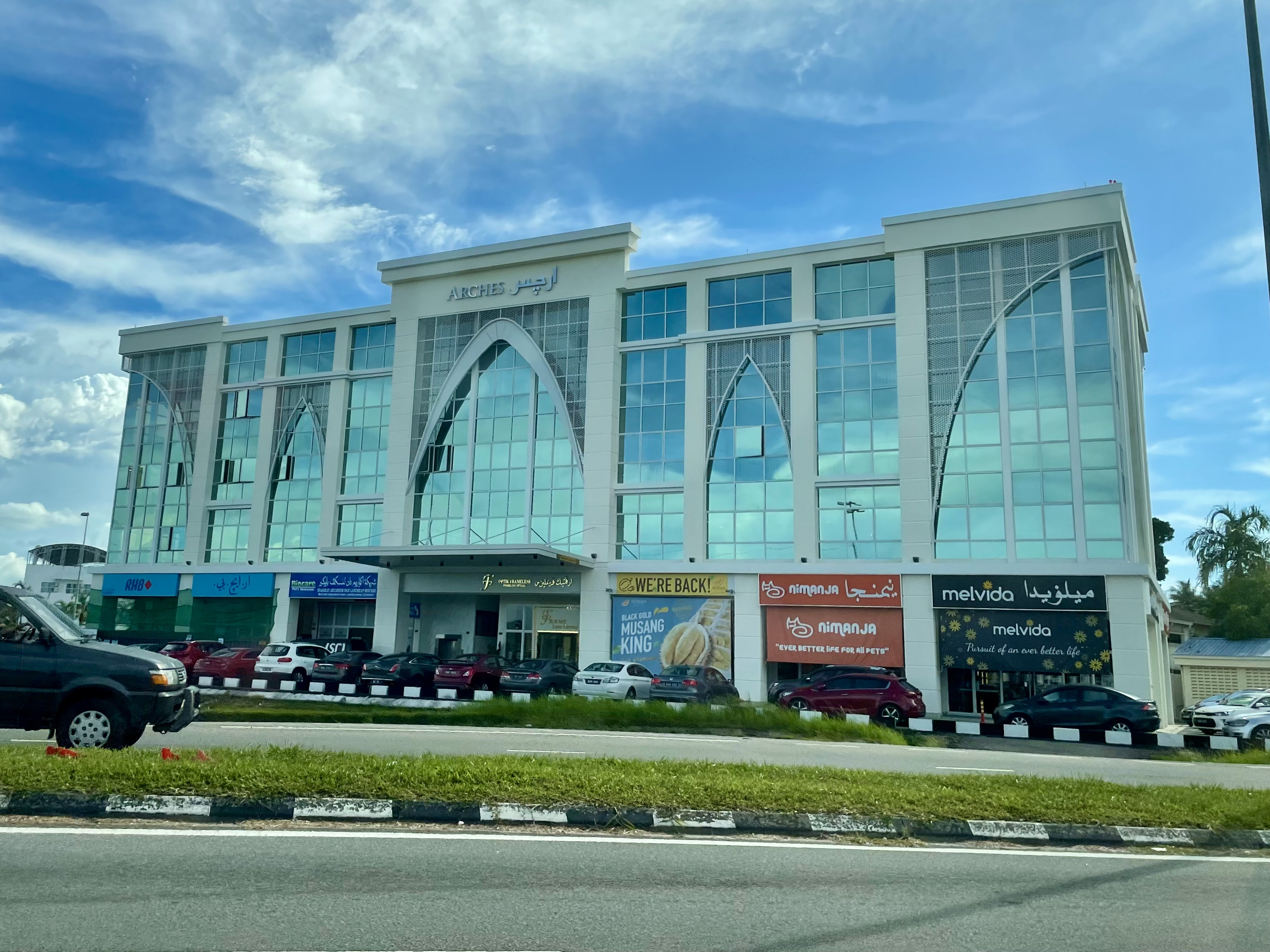
Un centro comercial en Brunéi

El escudo de Brunéi está compuesto por una luna creciente que simboliza el islam junto a un quitasol real que representa a la monarquía. Los soportes del escudo son dos guantes y por debajo un listón en árabe que significa «Estado de Brunéi, Morada de la Paz». Originalmente adoptado en 1932, el escudo de Brunéi fue aprobado el 29 de agosto de 1959.

## Economía
La economía de Brunéi se basa en la explotación de sus recursos mineros: yacimientos de petróleo, gas natural (primer país en exportación de gas licuado) y carbón. También la explotación forestal y la pesca. Su agricultura es de tipo tropical con cultivo de arroz, coco y caucho.
Según el Índice mundial de innovación, a cargo de la Organización Mundial de la Propiedad Intelectual, en 2024, Brunéi se ubicó en lugar 88 en innovación entre 133 países del mundo; mientras que en 2023 ocupó el lugar 87 y el lugar 92 en 2022.

### Energía

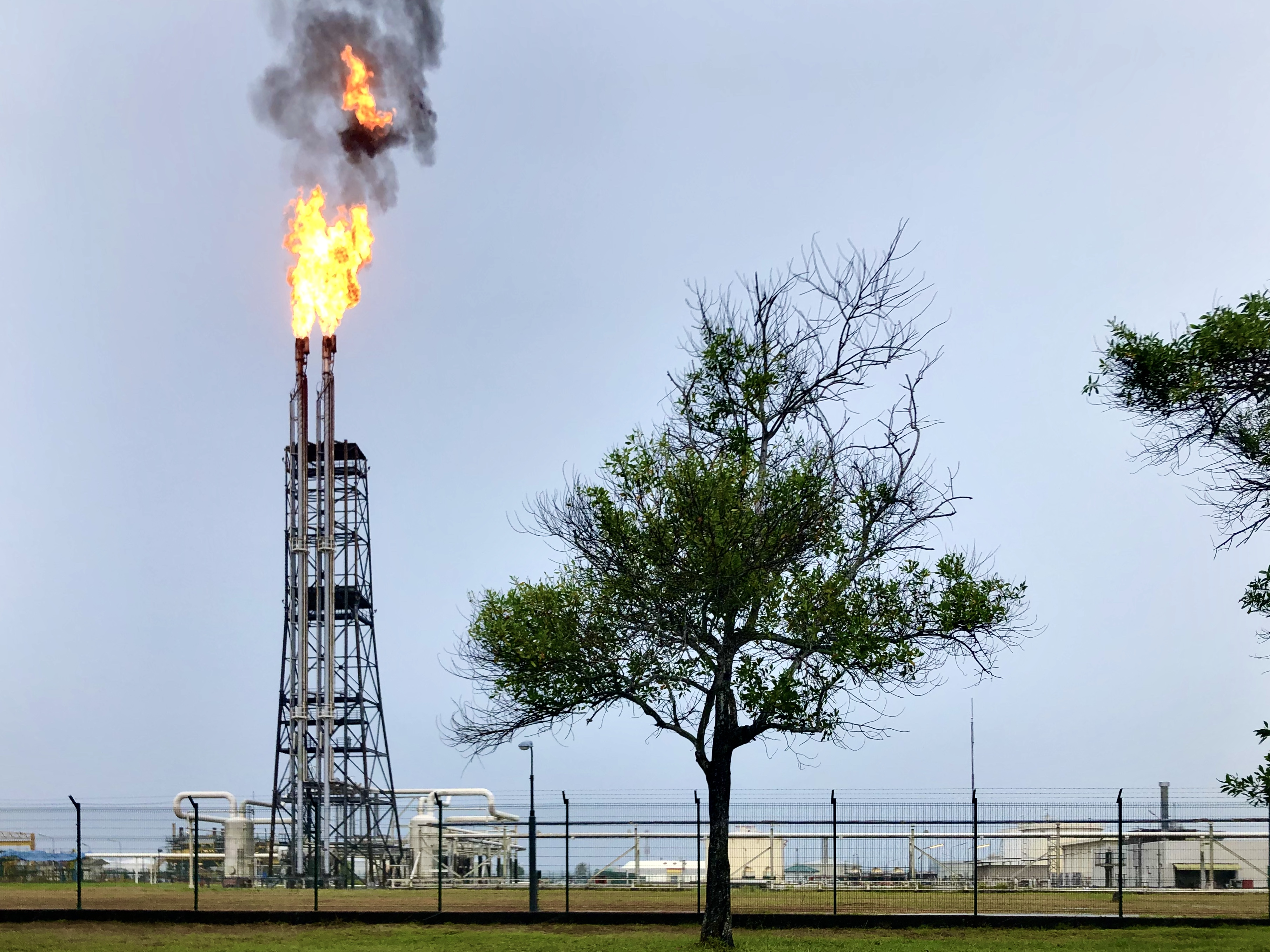
Refinería de Petróleo en Seria, Brunéi

La energía en Brunéi está relacionada con todo el tipo de energía y sus infraestructuras relacionadas que se utilizan en ese estado asiático. El gas natural y el gasóleo se utilizan de forma significativa en Brunéi para generar electricidad doméstica, así como la gasolina y el gasóleo para alimentar sus carreteras. Sin duda, los suministros domésticos seguían siendo seguros, pero aún eran susceptibles de sufrir perturbaciones que provocaran cortes de electricidad y falta de gasolina. Para reducir la susceptibilidad del país y los peligros económicos que conllevan las interrupciones del suministro eléctrico y la escasez de combustible, es crucial reforzar la fiabilidad de estas fuentes.
El primer pozo exploratorio se excavó cerca de la ciudad de Brunéi en 1899, marcando el inicio de la actividad petrolera del país. Posteriormente, en 1929, se descubrió el yacimiento de Seria, en el distrito de Belait, y una sucesión de descubrimientos industriales condujo a la primera exportación de petróleo de Brunéi en 1932. La mayor parte de los beneficios del petróleo y el gas de Brunéi proceden de Brunéi Shell Petroleum (BSP), el principal productor de petróleo del país. La Política de Conservación del Petróleo, en vigor desde 1981, cuando la producción de petróleo alcanzó su punto álgido, es un texto legislativo crucial para el sector petrolero. Para garantizar el cumplimiento del compromiso del país de exportar gas, en 2000 se creó la Política de Gas Natural de Brunéi, una política similar para el sector del gas.
Desde 2006, la producción de crudo de Brunéi tiende a la baja. Los pozos y plataformas petrolíferas del país están envejeciendo, lo que ha provocado problemas de producción. El Departamento de Energía de la Oficina del primer ministro ha establecido ocho objetivos estratégicos como parte de la visión a largo plazo de Brunéi, que se centra en la expansión y mejora del sector energético de la nación. Según las estadísticas del Gobierno, Brunéi sigue luchando por salir de una profunda recesión provocada por la caída récord de la producción de petróleo en el segundo trimestre de 2022, que se tradujo en la peor caída trimestral del PIB del 4,4 % en seis años.

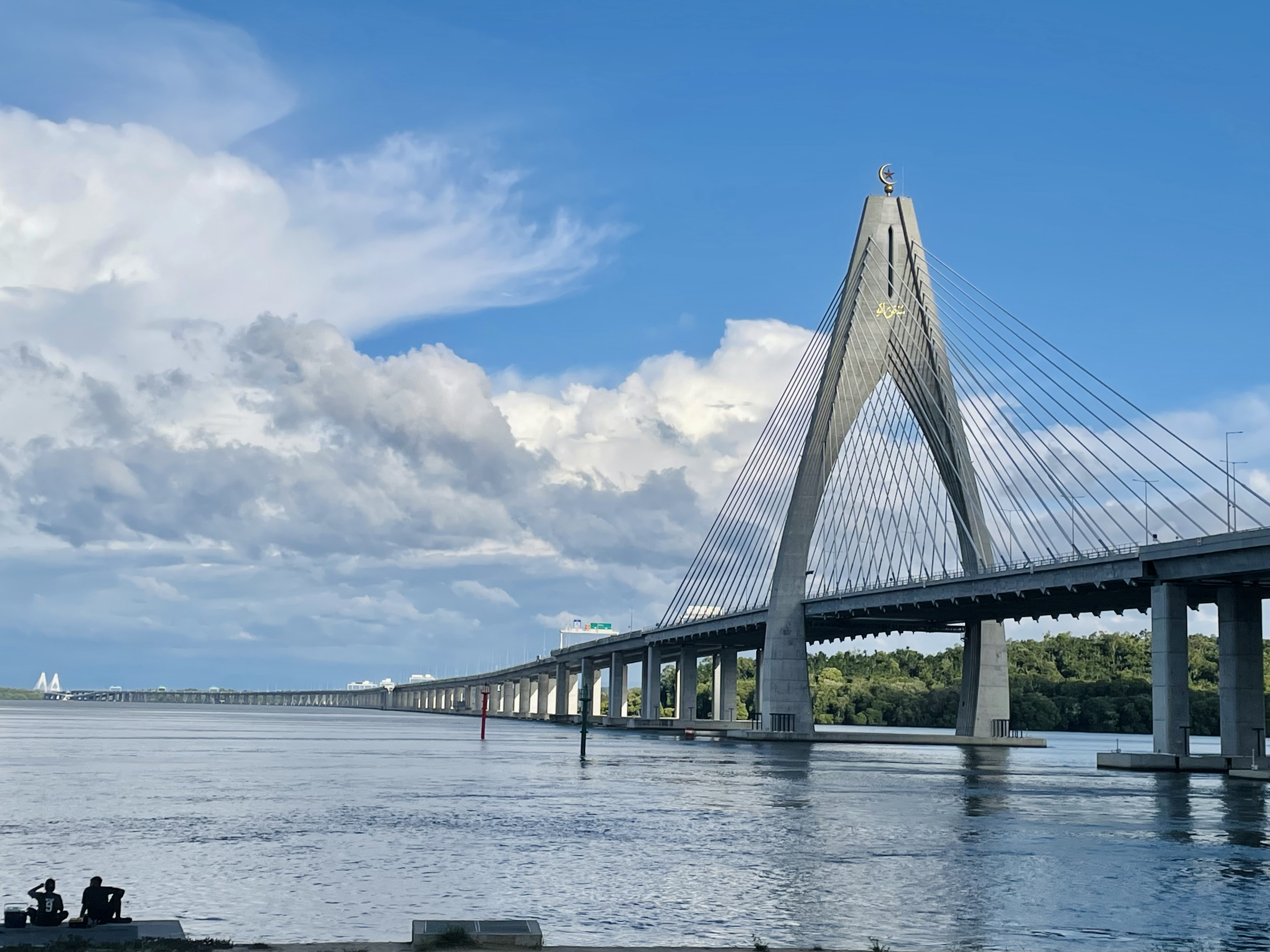
Puente del Sultán Haji Omar Ali Saifuddien

Brunéi anunció un plan estratégico en 2014 con el objetivo de contar con un 10% de fuentes de energía renovables en el mix energético del país para 2035. La estrategia describe cómo establecer marcos para la política y la regulación de las energías renovables, así como aumentar el despliegue comercial de la energía solar fotovoltaica.
En Brunéi no hay una necesidad acuciante de desarrollar energías renovables debido a la abundancia de recursos de petróleo y gas. Aun así, el Plan de Desarrollo a Largo Plazo Brunéi Vision 2035 reconoce que las reservas de petróleo y gas del país no pueden seguir el ritmo de la creciente demanda y el desarrollo de la población. Por ello, pretende diversificar la economía apoyando al mismo tiempo la industria del petróleo y el gas.Aunque se ha intentado crear un marco jurídico para apoyar el desarrollo de las energías renovables, aún no se han creado planes claros para su crecimiento. Brunéi ya ha puesto en marcha una instalación de demostración de energía solar de 1,2 MW.En el futuro, esta fábrica se ampliará.

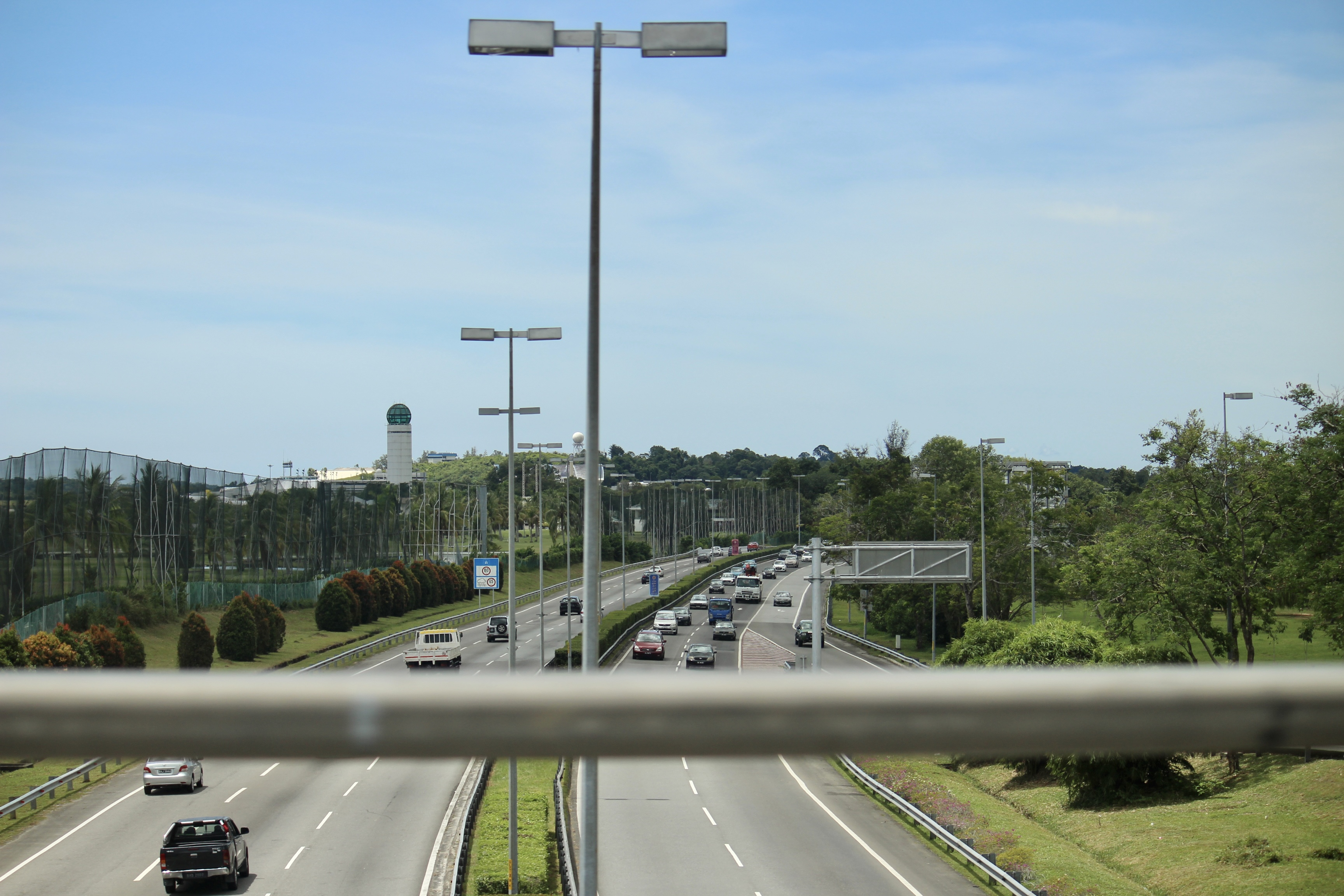
Una Autopista en Bandar Seri Begawan

## Transporte
El transporte principal se lleva a cabo por mar o cerca de las carreteras costeras. Dentro del país, por el contrario, las carreteras están asfaltadas pero tienen poco tráfico. Las carreteras más transitadas y que son vía para la mayoría de los servicios públicos, se concentran en Bandar Seri Begawan. La mayoría de los vuelos aéreos del país operan desde el Aeropuerto Internacional de Brunéi, propiedad del estado nacional.

## Demografía

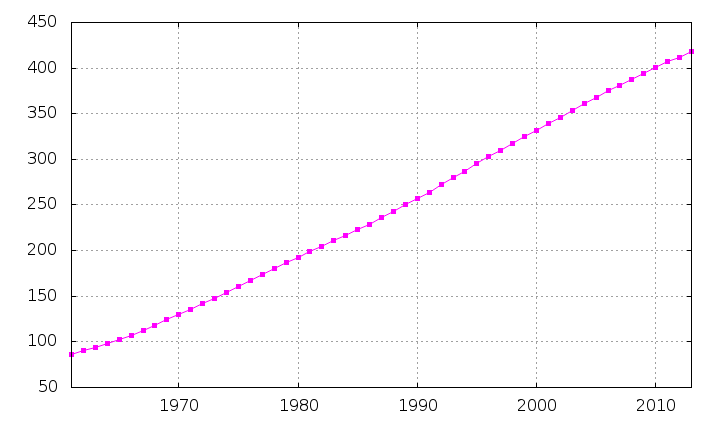
Evolución de la población de Brunéi.

Brunéi está compuesta por una población de 443 593 (est. julio 2017) de los cuales: el 65.8 % es de origen malayo, el 10.3 % es de origen chino, el 9 % son nativos y el 15 % restante está compuesto por otras etnias. El idioma oficial es el malayo. La esperanza de vida es de 75 años. El 93.9 % de la población está alfabetizada. El promedio de hijos por mujer es de 1.97.
El inglés es también ampliamente hablado y hay una gran comunidad expatriada con un número significativo de ciudadanos británicos y australianos.
El islam es la religión oficial de Brunéi y el sultán es el jefe de la religión en el país. Otros ritos religiosos practicados son el budismo (principalmente por los chinos) y el cristianismo. En pequeñas comunidades aisladas cuentan con religiones propias.
El 23 de octubre de 2013, Brunéi implanta la sharia. El sultán de Brunéi introduce en la legislación del país la lapidación por adulterio y homosexualidad y las amputaciones de miembros, contemplados por la ley islámica.

## Cultura
| Fecha                  | Nombre en castellano                  | Nombre local                      |
| ---------------------- | ------------------------------------- | --------------------------------- |
| 1 de enero             | Día de año nuevo                      | New Year’s Day                    |
| —                      | Fiesta del sacrificio del cordero     | Hari Raya Aidiladha               |
| —                      | Año Nuevo Chino                       | Chinese New Year                  |
| —                      | Nuevo año islámico                    | Muslim Holy Month of Hijirah      |
| 23 de febrero          | Día de la independencia               | National Day                      |
| —                      | Cumpleaños del profeta Mahoma         | Mauludin Nabi                     |
| 31 de mayo             | Fiesta de las Fuerzas Armadas         | Royal Brunéi Armed Forces Day     |
| 15 de julio            | Cumpleaños del Sultán                 | His Majesty the Sultan’s Birthday |
| —                      | Ascensión de Mahoma                   | Isra’ Me’rag                      |
| —                      | Inicio del Ramadan                    | First Day of Ramadhan             |
| —                      | Revelación del Corán a Mahoma         | Nuzul al Qu’ran                   |
| —                      | Fin del Ramadán (Eid al-Fitr)         | Hari Raya Aidilfitri              |
| 25 de diciembre        | Día de Navidad (Prohibido desde 2014) | Christmas Day                     |
| (—) Variabilidad anual |                                       |                                   |

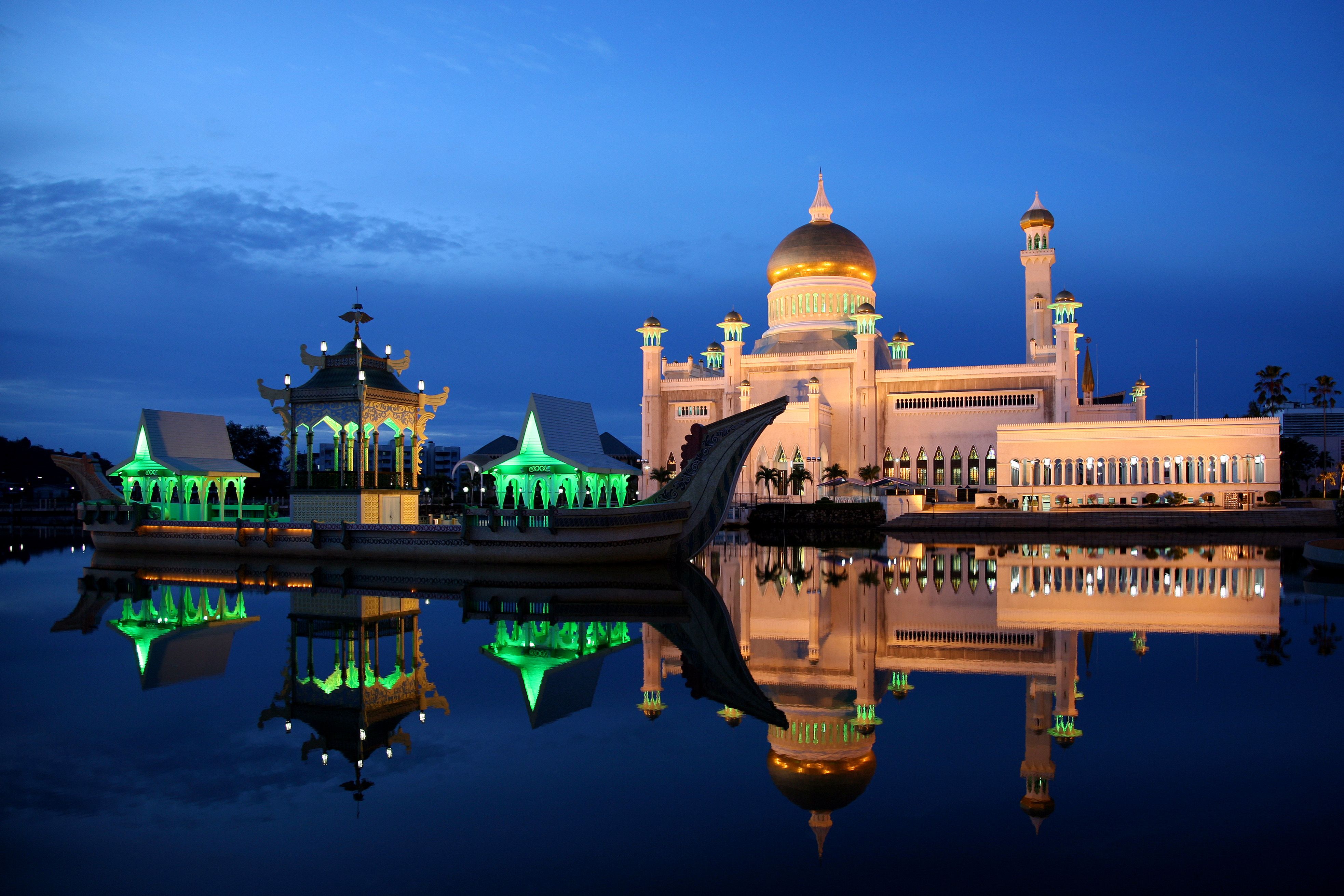
La Mezquita del Sultán Omar Ali Saifuddin en Bandar Seri Begawan, capital de Brunéi.

La cultura de Brunéi es similar a la de Malasia, con leves influencias del hinduismo y el budismo.
La mayoría de días festivos corresponde a fiestas islámicas por lo que siguen el calendario musulmán.

### Gastronomía
Las frutas más consumidas son la carambola y la banana, los platos más comunes en los restaurantes de las ciudades bruneanas son de origen malayo e indonesio, teniendo dichas cocinas su propia evolución en este país. El arroz con curris, el ketupat, los sotos y sopas especiadas y normalmente de pollo o ternera.

### Vestimenta
Las mujeres usan ropas estampadas, entreverando muchos colores y complementando con el hiyab o hijab, que es adoptado debido a las tradiciones musulmanes del país, donde las mujeres son bastante reservadas en cuanto a la vestimenta. Los hombres, a su vez, utilizan tonos más discretos y un turbante en la cabeza (utilizado principalmente en fiestas). También cabe acotar que a pesar de que estas ropas sean consideradas «tradicionalistas» en el país, no todos los habitantes utilizan rigurosamente este tipo de ropa, ya que el país, aun siendo principalmente de origen malayo, tiene más de un origen étnico.

### Personajes ilustres
- Hajah Norsiah binti Haji Abdul Gapar, escritora ganadora del Premio de escritores del Sureste Asiático

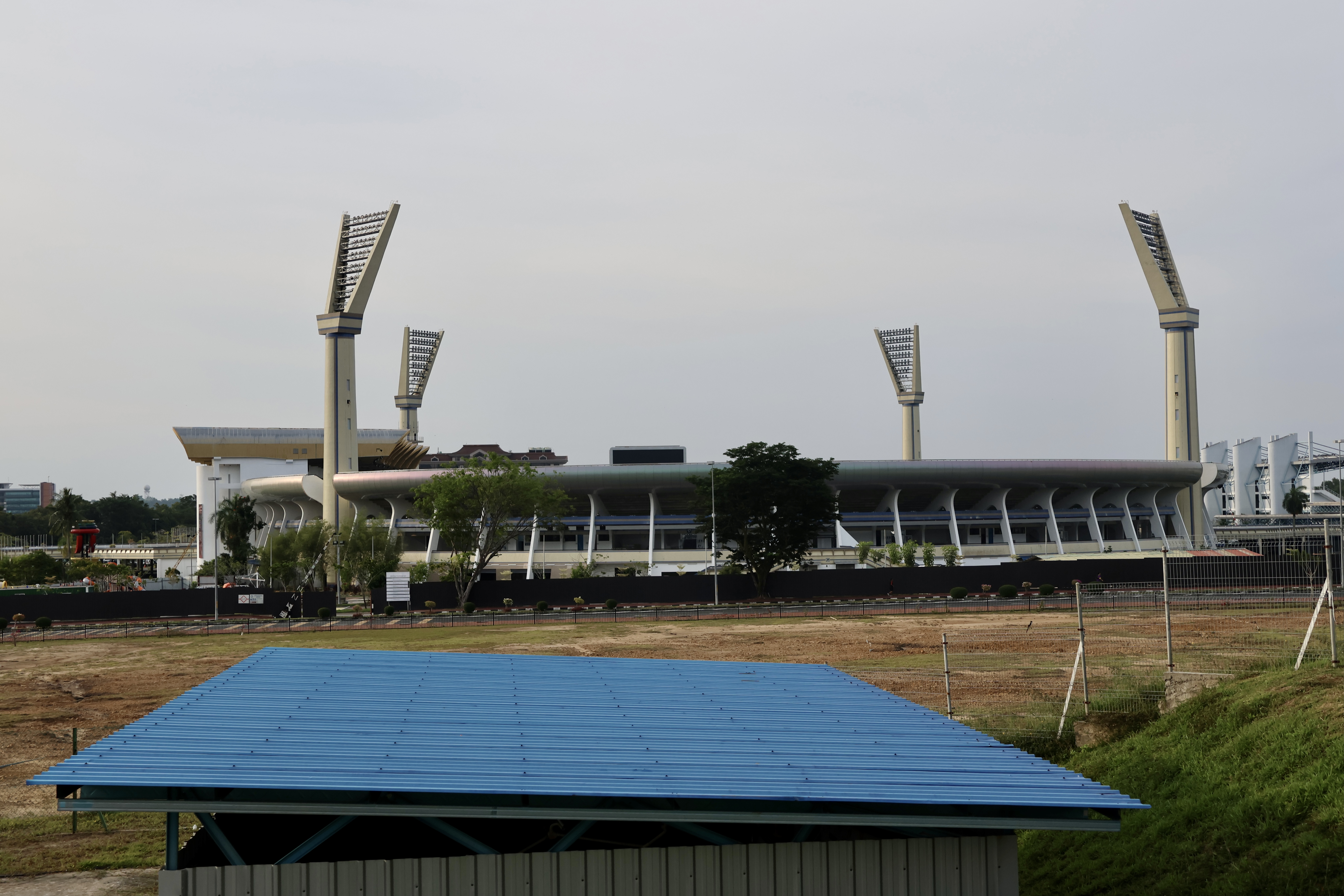
El Estadio nacional Hassanal Bolkiah en Brunéi tiene capacidad para recibir 28 000 espectadores

## Deporte
El deporte en Brunéi abarca una variedad de deportes que se practican en su territorio, desde el nivel aficionado hasta el profesional, en todo el sultanato, además de los individuos y equipos que son enviados a competir en torneos tanto nacionales como extranjeros. El fútbol es el deporte más popular practicado en Brunéi. En Brunéi también se practican varios deportes, junto con actividades de ocio; desde bádminton y natación hasta equitación, ciclismo de montaña y paintball.
Las actividades recreativas disponibles incluyen explorar la playa de Tungku en un vehículo todoterreno mientras se contempla el panorama en el promontorio.

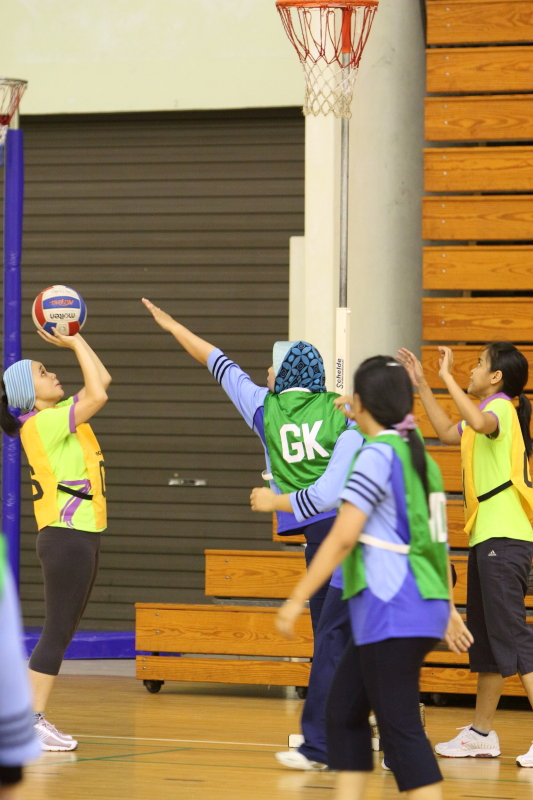
Partido de Netball Femenino en Brunéi

Excursiones al parque agrícola de Kampong Katimahar, que cuenta con rutas todoterreno y una variada flora y fauna. En todo el país hay numerosos campos de golf de campeonato, lo que hace del golf uno de los deportes más populares. En las aguas de la costa de Brunéi hay unas 4500 hectáreas de arrecifes de coral sin explotar. Bajo la superficie se encuentran plataformas petrolíferas hundidas y pecios. El buceo submarino ha atraído a un número creciente de submarinistas locales y extranjeros.
La Selección de fútbol de Brunéi es controlada por la Asociación de Fútbol de Brunéi Darussalam, que está afiliada a la AFC y a la FIFA. Es una de las selecciones de un nivel modesto, tanto en su confederación como en el mundo. Dentro de Brunéi, existe una liga profesional de fútbol, la Brunéi Super League. Fue fundada recientemente en 2012 y el club más ganador es el ABDB con 4 conquistas.
El Rugby Union, que se juega en 105 países de todo el mundo, se practica en Brunéi desde la década de 1950.
En 1977 se creó la Brunei Rugby Football Union, afiliada a la Rugby Football Union (RFU) de Twickenham. Desde entonces, Brunéi envía regularmente equipos a participar en competiciones regionales de «Seven», en particular el SCC Sevens de Singapur y el prestigioso Hong Kong Sevens. Desde su ingreso en la Unión Asiática de Rugby, la selección de rugby de Brunéi ha participado en varias competiciones internacionales. Aunque en la actualidad registra una proporción de victorias y derrotas algo desfavorable en la escena internacional del rugby, el rugby de Brunéi mejora continuamente, concentrando sus esfuerzos en el desarrollo de jugadores jóvenes a través de la selección sub-19.
La selección nacional de rugby de Brunéi juega en la 6.ª División de la Unión Asiática de Rugby, junto con Indonesia, Camboya y Laos.